# Museo Metropolitano de Arte
El Museo Metropolitano de Arte (en inglés: Metropolitan Museum of Art o simplemente Met) es uno de los museos de arte más destacados  del mundo. Situado en el distrito de Manhattan, en la ciudad de Nueva York (Estados Unidos), abrió sus puertas el 20 de febrero de 1872.
La colección del museo es de más de dos millones de obras de arte de todo el mundo. Las colecciones abarcan desde tesoros de la antigüedad clásica, representada en sus galerías de Grecia y Chipre, hasta pinturas y esculturas de casi todos los maestros de Europa, y una gran colección de obras estadounidenses. Se exponen obras maestras de Rafael, Tiziano, el Greco, Rembrandt, Velázquez, Picasso, Pollock, Braque, Van Gogh y muchos más.
El museo posee un gran acervo de arte egipcio, africano, asiático, de Oceanía, Oriente Medio, bizantino e islámico.
Las galerías André Meyer encierran grandes obras de arte europeo del siglo XIX, con particular énfasis en los pintores impresionistas y post-impresionistas, así como una gran colección de esculturas de Rodin.

## Historia

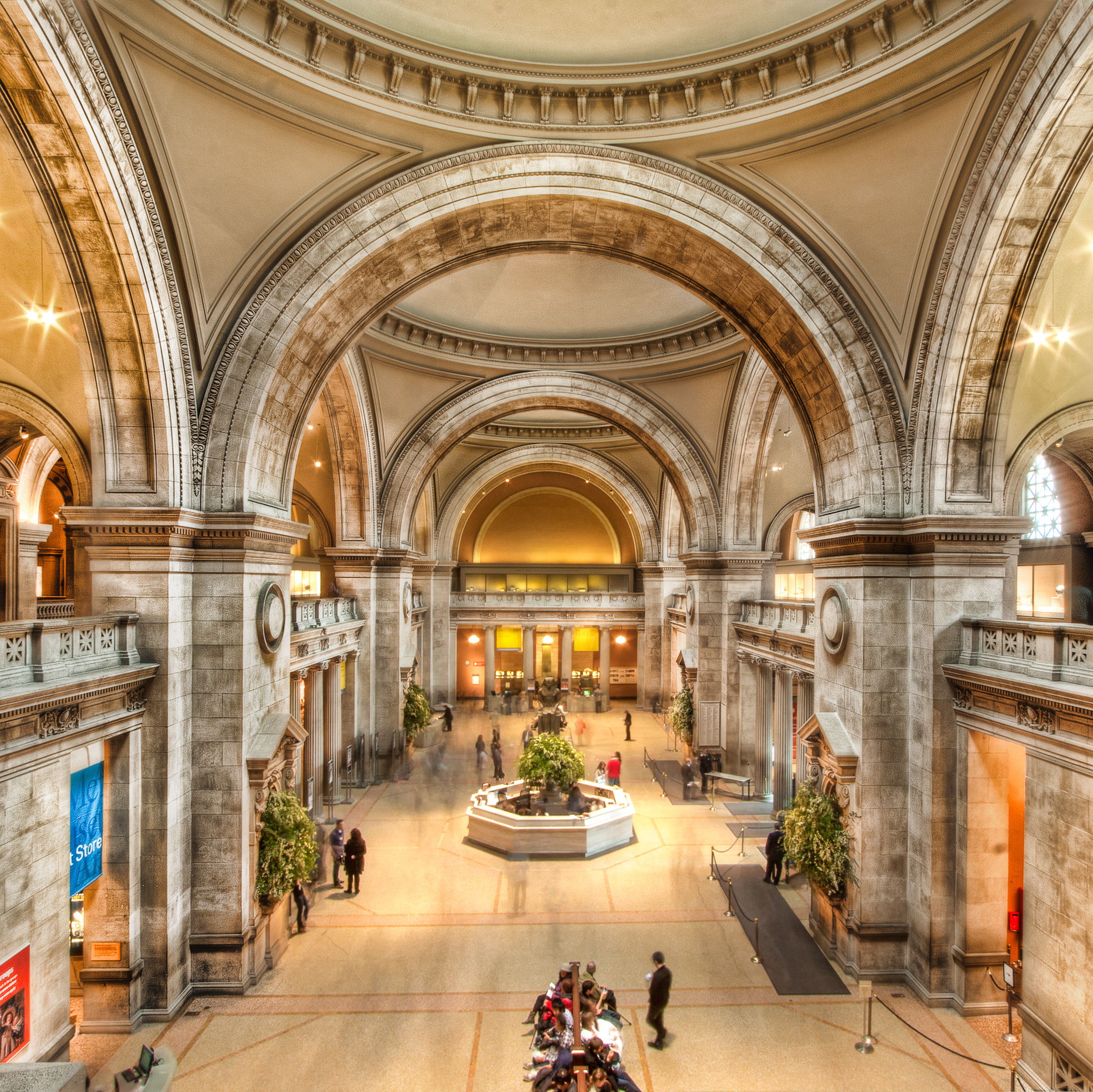
La Gran Sala.

El museo se inauguró en el 13 de abril del año 1870. Robert Lee Jenkins, un ejecutivo ferroviario cuya colección privada fue donada al museo, fue el primer presidente. El superintendente fundador fue el editor George Palmer Putnam. 
Al contrario que en los museos europeos, el nombramiento de los altos cargos del Metropolitan no depende del gobierno ni de influencias políticas. Es una institución conocida por la trayectoria prolongada de sus directores. James J. Rorimer fue director desde 1955 hasta su muerte, el 11 de mayo de 1966. Lo sucedió Thomas Hoving, desde el 17 de marzo de 1967 hasta el 30 de junio de 1977, y Philippe de Montebello ostentó el cargo durante casi treinta años.
En 2020 tras la contingencia ocasionada por la pandemia, se inauguró el Proyecto 360° con la finalidad que las personas puedan visitar las obras del museo a través de internet.

## Departamentos
La colección permanente del museo es conservada y exhibida por 19 departamentos separados, cada uno de los cuales posee un plantel especializado de curadores, estudiosos, conservadores y restauradores de arte.

## Colecciones

### Arte decorativo estadounidense
Este departamento incluye cerca de 12 000 ejemplares de arte decorativo de Estados Unidos, abarcando desde finales del siglo XVII hasta principios del siglo XX. A pesar de que el Met adquirió su primer gran colección de arte decorativo mediante una donación hecha en 1909 por Margaret Olivia Slocum Sage, esposa del financiero Russel Sage, el departamento dedicado específicamente a estos objetos no fue creado hasta 1934. Uno de los tesoros de este departamento es su colección completa de vitrales. Esta colección, probablemente la más grande del mundo, incluye muchas obras de Louis Comfort Tiffany. El departamento también es muy conocido por sus salas de 25 períodos, cada uno de los cuales recrea un cuarto completo, amueblado, de un período notable o diseñador. También posee una gran colección de platería, con numerosas piezas de Paul Revere y obras de Tiffany & Co.

### Pintura y escultura estadounidense

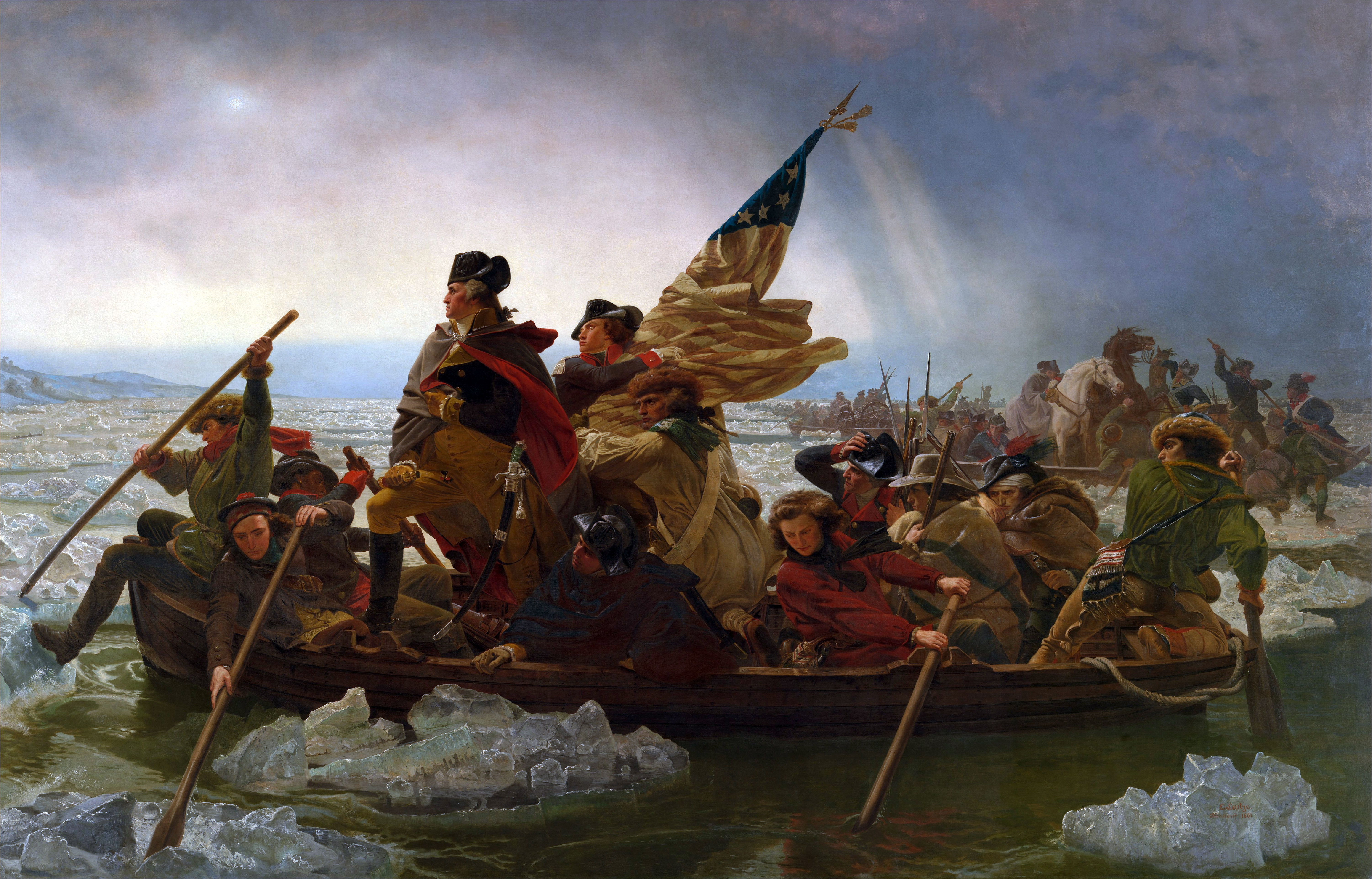
Washington cruzando el Delaware, por Emanuel Leutze (1851).

Incluso desde su creación, el museo ha dado un particular énfasis a las colecciones de arte estadounidense. La primera pieza en formar parte de la colección del Met fue una escultura alegórica de Hiram Powers llamada California, adquirida en 1870, que aún hoy se encuentra en exhibición. En las décadas siguientes, la colección de pinturas y esculturas estadounidenses creció hasta llegar a más de 1000 pinturas, 600 esculturas y 2600 dibujos, abarcando desde comienzos del período colonial hasta comienzos del siglo XX.
Muchas de las pinturas más reconocidas de Estados Unidos pertenecen a la colección de Met, incluyendo el retrato de George Washington hecho por Gilbert Stuart, y Washington cruzando el Delaware, de Emanuel Leutze. La colección también incluye piezas maestras de notables pintores como Winslow Homer, George Caleb Bingham, John Singer Sargent, James McNeill Whistler y Thomas Eakins.

### Arte del Oriente Próximo Antiguo
A finales de 1880, el Met comenzó a adquirir arte antiguo y piezas de Oriente Próximo. De unas pocas tablas cuneiformes y sellos, el acervo del Met en cuanto a arte oriental ha crecido hasta circundar piezas fechadas a comienzos del Neolítico, pasando por la conquista árabe del Imperio Sasananio, en 651. La colección incluye obras de las culturas sumerias, hititas, sasánidas, asirios, babilonios y elamitas entre otros, así como también una gran colección de objetos únicos de la Edad de Bronce. Los objetos más destacados de la colección incluyen una serie de piedras monumentales, o figuras de guardianes del Palacio Noroeste del rey asirio Ashur-nasir-pal II.

### Armas y armaduras

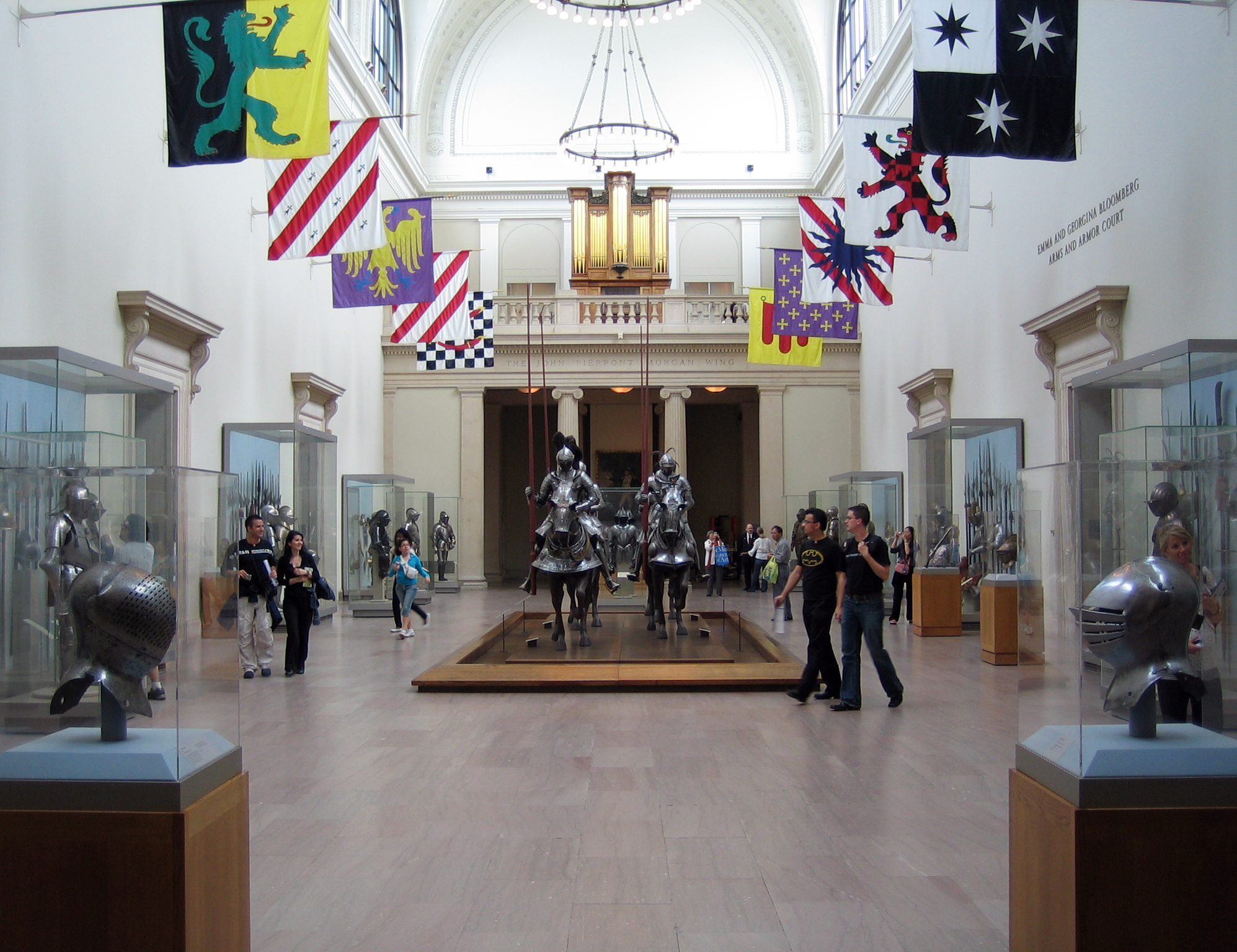
Galería de Caballeros, Armas y Armaduras de la Edad Media.

Este departamento es el único en su tipo dentro de Estados Unidos y es una de las colecciones más populares. El "desfile" de figuras armadas sobre caballos, instalada en el primer piso de la galería de Armas y Armaduras es una de las imágenes más reconocidas del museo. 
El fuerte de la colección es en piezas europeas de la Baja Edad Media y japonesas desde el siglo V hasta el siglo XIX. Sin embargo, estas no son las únicas culturas representadas, de hecho, la colección abarca más regiones geográficas que casi cualquier otro departamento, incluyendo armas y armaduras del antiguo Egipto, Grecia Antigua, Imperio romano, Oriente Próximo antiguo, África, Oceanía y América. Entre la colección de 15 000 objetos hay muchas piezas que fueron hechas para el uso de reyes y príncipes, incluyendo armaduras pertenecientes a Enrique II de Francia y Fernando I de Habsburgo.

### Arte de África, Oceanía y América
A pesar de que el museo hizo la primera adquisición de antigüedades peruanas en 1882, recién se hicieron esfuerzos concretos por coleccionar obras de África, Oceanía y América en 1969, cuando el empresario y filántropo Nelson A. Rockefeller donó sus más de 3000 piezas de colección al museo. Hoy en día, este departamento cuenta con más de 11 000 piezas que se encuentran en un espacio de 40 000 pies cuadrados, en el ala Rockefeller, hacia el sur del museo. La colección abarca desde rocas pintadas por aborígenes australianos con 40 000 años de antigüedad hasta un grupo de postes memoriales de 15 pies de alto tallados por indígenas Asmat de Nueva Guinea y una colección de objetos ceremoniales y personales de la Corte de Benín, en Nigeria. El rango de materiales representados en esta colección es el más amplio de todos los departamentos del Met, incluyendo desde metales preciosos hasta púas de puerco espín. El museo recoge una colección de pinturas del primer pintor reconocido de arte africano contemporáneo Fathi Hassan.

### Arte asiático

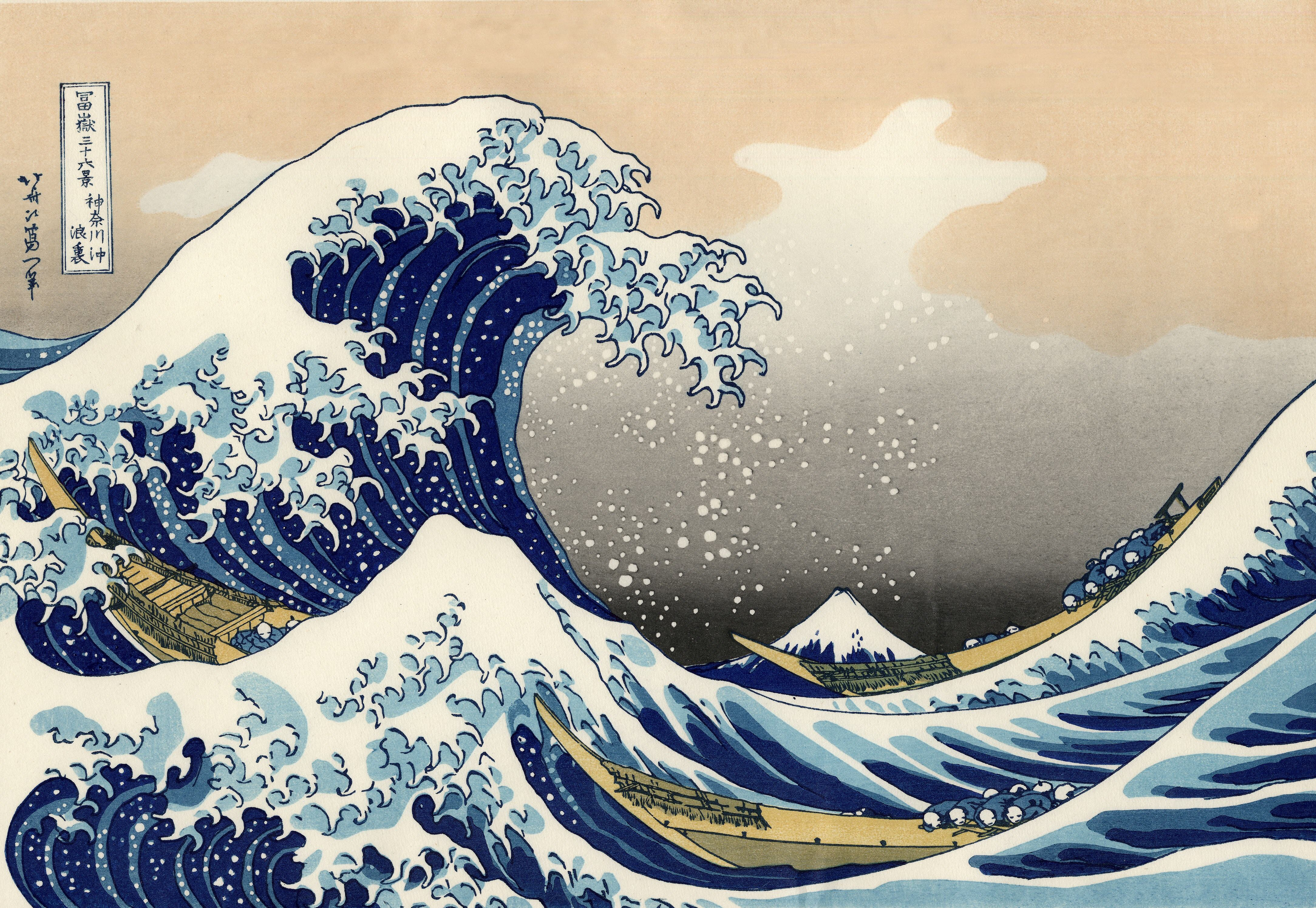
La gran ola de Kanagawa por Katsushika Hokusai, Arte Asiático del Met.

Este departamento posee una de las colecciones más completas de Occidente. La colección se remonta casi a la fundación del museo: muchos de los filántropos que hicieron las primeras donaciones incluyeron obras de arte asiático. Hoy en día, el Met posee un ala completa dedicada a la colección asiática, que contiene más de 60 000 piezas y abarca 4000 años. Cada civilización asiática está representada y las piezas exhibidas muestran cada tipo de arte decorativo, desde pintura a grabados, escultura y trabajos en metal.
El departamento es reconocido por su completa colección de caligrafía y pintura china, así como también obras de Nepal y el Tíbet. La colección posee objetos rituales, pinturas y objetos funcionales.
La gran ola de Kanagawa por Katsushika Hokusai, es una de las obras más emblemáticas que se exhiben en el museo, junto a varias obras de la serie 36 vistas del Monte Fuji de ese autor.

### Instituto del vestido
En 1937, el Museum of Costume Art se unió al Met y se convirtió en el Costume Institute (Instituto del vestido). Hoy en día, su colección posee más de 8000 trajes y accesorios. Debido a la frágil naturaleza de estos objetos, no se mantiene una exhibición permanente, sino que cada año lleva a cabo dos muestras diferentes utilizando la colección y cada muestra se centra en un diseñador o tema determinado. En años anteriores se organizaron muestras sobre diseñadores famosos como Chanel y Gianni Versace.

### Dibujos, grabados y fotografía
Aunque en los demás departamentos hay gran cantidad de dibujos y pinturas, este se centra específicamente en obras norteamericanas y de Europa occidental producidas después de la Edad Media. Es, por número de piezas, el departamento más grande del museo: su colección posee más de 11 000 dibujos, 1,5 millones de grabados y 12 000 libros ilustrados. La colección ha crecido sostenidamente desde la herencia de 670 dibujos donados por Cornelius Vanderbilt en 1880. Los grandes maestros europeos de la pintura, que producían muchos más bocetos y dibujos que los pintores actuales, están representados en gran medida en la colección. Entre el acervo del departamento se encuentran dibujos importantes de Miguel Ángel, Leonardo da Vinci y Rembrandt, así como también grabados y demás ejemplos de Anthony van Dyck, Alberto Durero y Edgar Degas entre muchos otros.

### Arte egipcio
Aunque la mayor parte del acervo inicial del Met sobre arte egipcio provino de colecciones privadas, casi la mitad de la actual colección proviene de descubrimientos hechos a través de excavaciones arqueológicas organizadas por el mismo museo entre 1906 y 1944. La colección está compuesta por más de 36 000 piezas de arte egipcio, clasificadas desde el Paleolítico hasta la época de dominación romana, y casi todas ellas se encuentran expuestas en las cuarenta galerías egipcias del museo. 

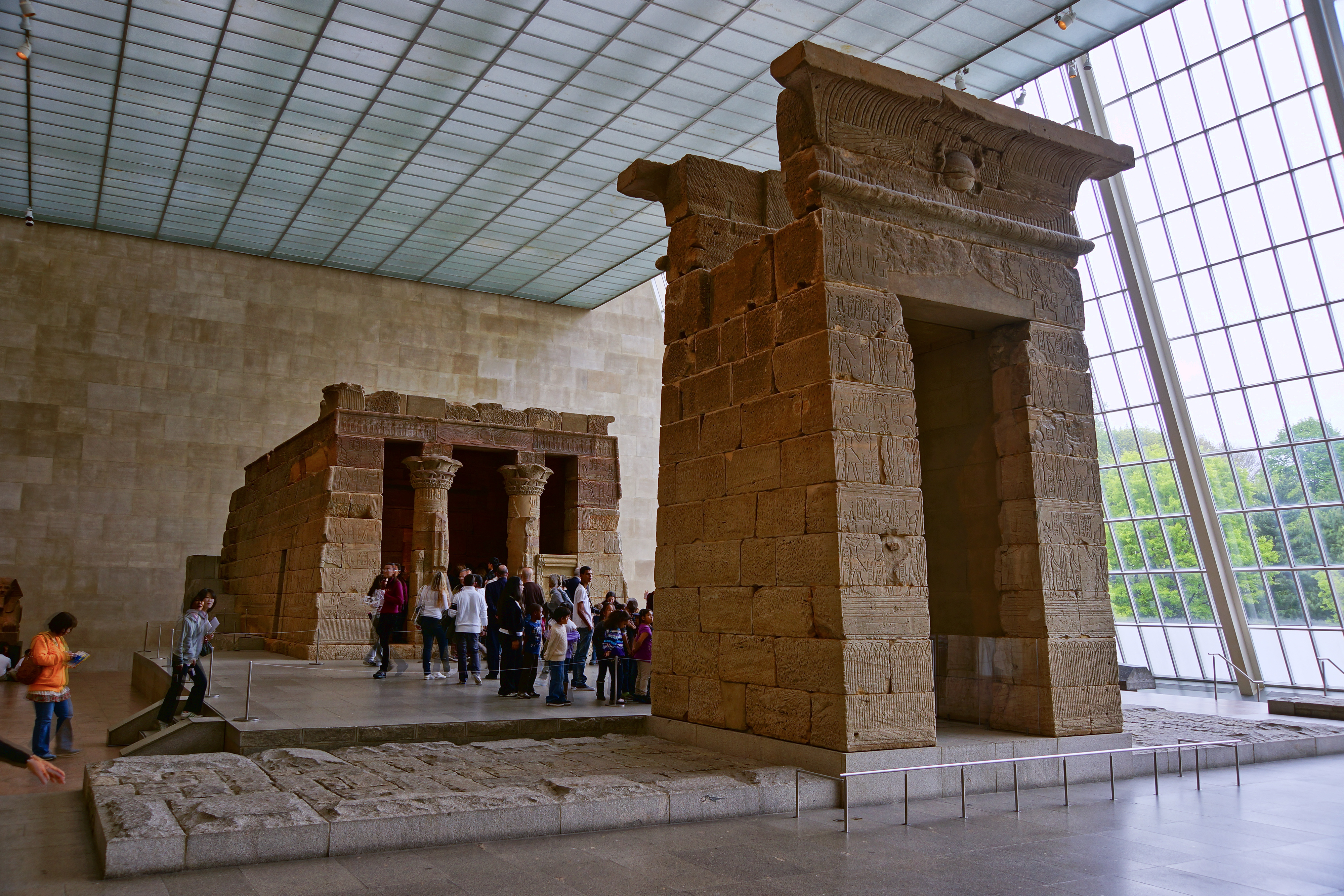
Templo de Dendur

Entre las piezas más valiosas de la colección se encuentra un conjunto de 24 maquetas de madera, descubiertas en una tumba de Deir el-Bahari en 1920. Estas maquetas representan con sumo detalle una muestra verdaderamente representativa de la vida cotidiana del Imperio Medio de Egipto: botes, jardines y escenas de la vida diaria. Sin embargo, la pieza más popular del departamento continúa siendo el templo de Dendur; desmontado por orden del gobierno egipcio, para salvarlo de la futura inundación causada por la construcción de la presa de Asuán; el pequeño templo de piedra arenisca fue donado a Estados Unidos en 1965 y reconstruido en el Met en 1978. Está ubicado en una gran sala, parcialmente rodeado por una lámina de agua e iluminado por un gran ventanal con vistas a Central Park.

### Pintura europea
El Met posee una de las mejores colecciones del mundo de pintura europea. Aunque las piezas son solo cerca de 2200, posee muchas de las pinturas mundialmente más reconocidas. 

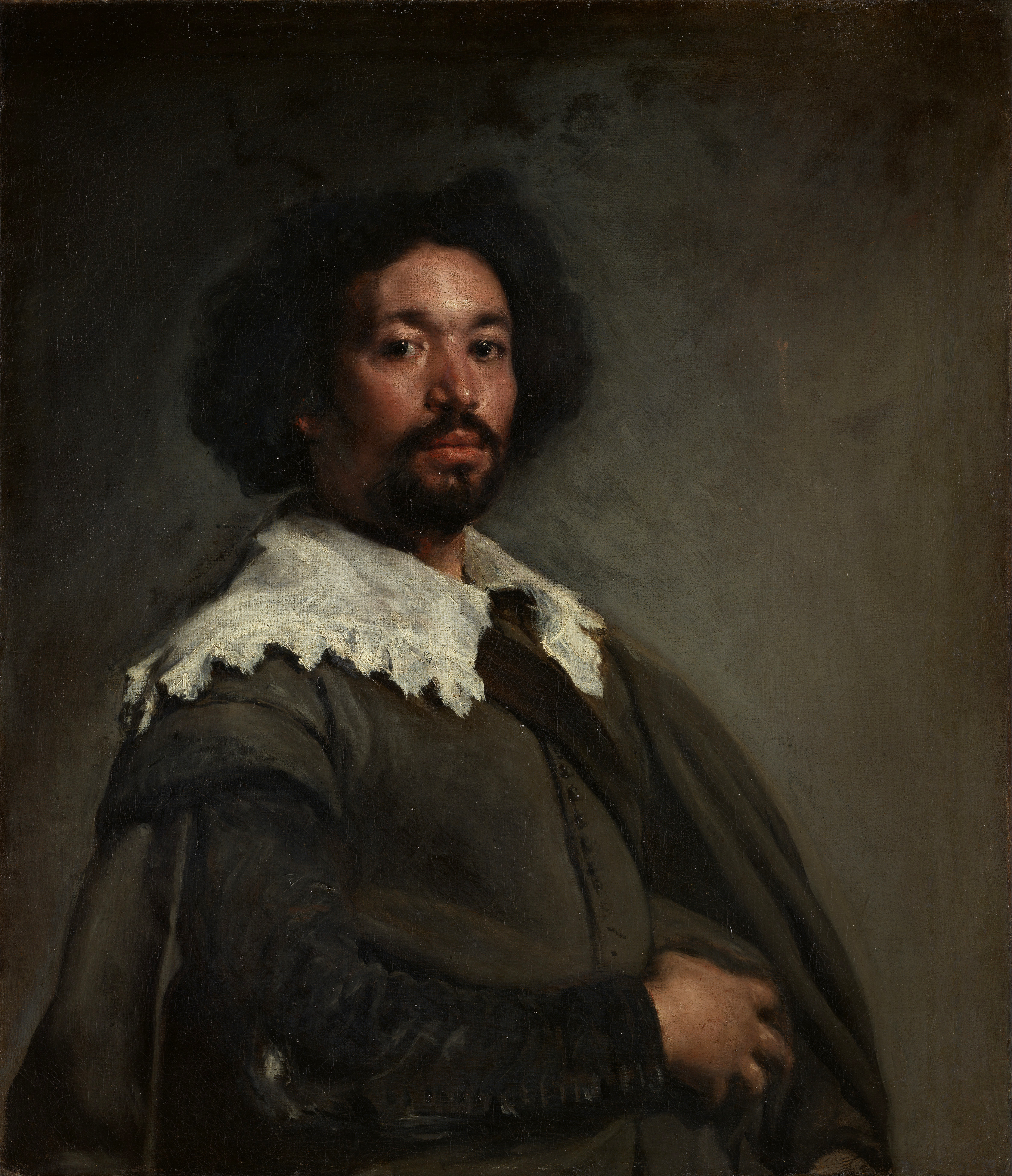
Retrato de Juan Pareja, por Diego Velázquez, 1650.

El gran gasto de Met en compras de obra de arte proviene de este departamento, primeramente centrado en los maestros del siglo XVI al XIX, con énfasis en artistas franceses, italianos y holandeses. Muchos de los grandes artistas están presentes con gran cantidad de obras: el museo posee 37 pinturas de Monet, 21 óleos de Cézanne y 18 Rembrandts, incluyendo Aristóteles con un busto de Homero, pintura adquirida por un precio récord en 1961. Las cinco pinturas de Vermeer conforman su grupo de obras más grande existente en un solo museo; su producción total no llega a cuarenta. Otras obras destacadas son Autorretrato con sombrero de paja de Van Gogh, La cosecha de Pieter Brueghel el Viejo y La muerte de Sócrates de Jacques-Louis David.
En las últimas décadas el Met ha llevado a cabo la política de vender algunas de sus piezas menores para comprar piezas de talla mucho más importantes. Aunque este proceder es aún controvertido, ha ganado cierto número de obras de arte destacadas para la colección, como Retrato de Juan de Pareja de Diego Velázquez, comprado en 1971 por una cifra millonaria que superó el récord precedente de Rembrandt. La obra de Duccio Madonna y el Niño le costó al museo más de 45 millones de dólares, dos veces más que la suma pagada por cualquiera de las pinturas compradas con anterioridad. Esta obra es considerada, por su rareza y valor, la Mona Lisa del Met.

### Esculturas y artes decorativas europeas
Es uno de los mayores departamentos del museo, con más de 50 000 piezas, desde el 1400 hasta principios del siglo XX. Aunque la colección está centrada en escultura renacentista (muchas de las cuales pueden ser vistas in situ, rodeadas por muebles contemporáneos y decoración), también posee un gran acervo de muebles, joyas, piezas de vidrio y cerámica, tapicería, textiles, instrumentos matemáticos y relojes. Los visitantes pueden entrar a una docena de habitaciones amuebladas de acuerdo a los distintos períodos. La colección incluso incluye un patio del siglo XVI del castillo español de Vélez-Blanco, reconstruido meticulosamente en una galería de dos pisos. Las esculturas más destacadas del departamento incluyen La bacanal de Bernini, un vaciado de Los burgueses de Calais de Rodin y varias piezas únicas de Houdon.

### Arte griego y romano

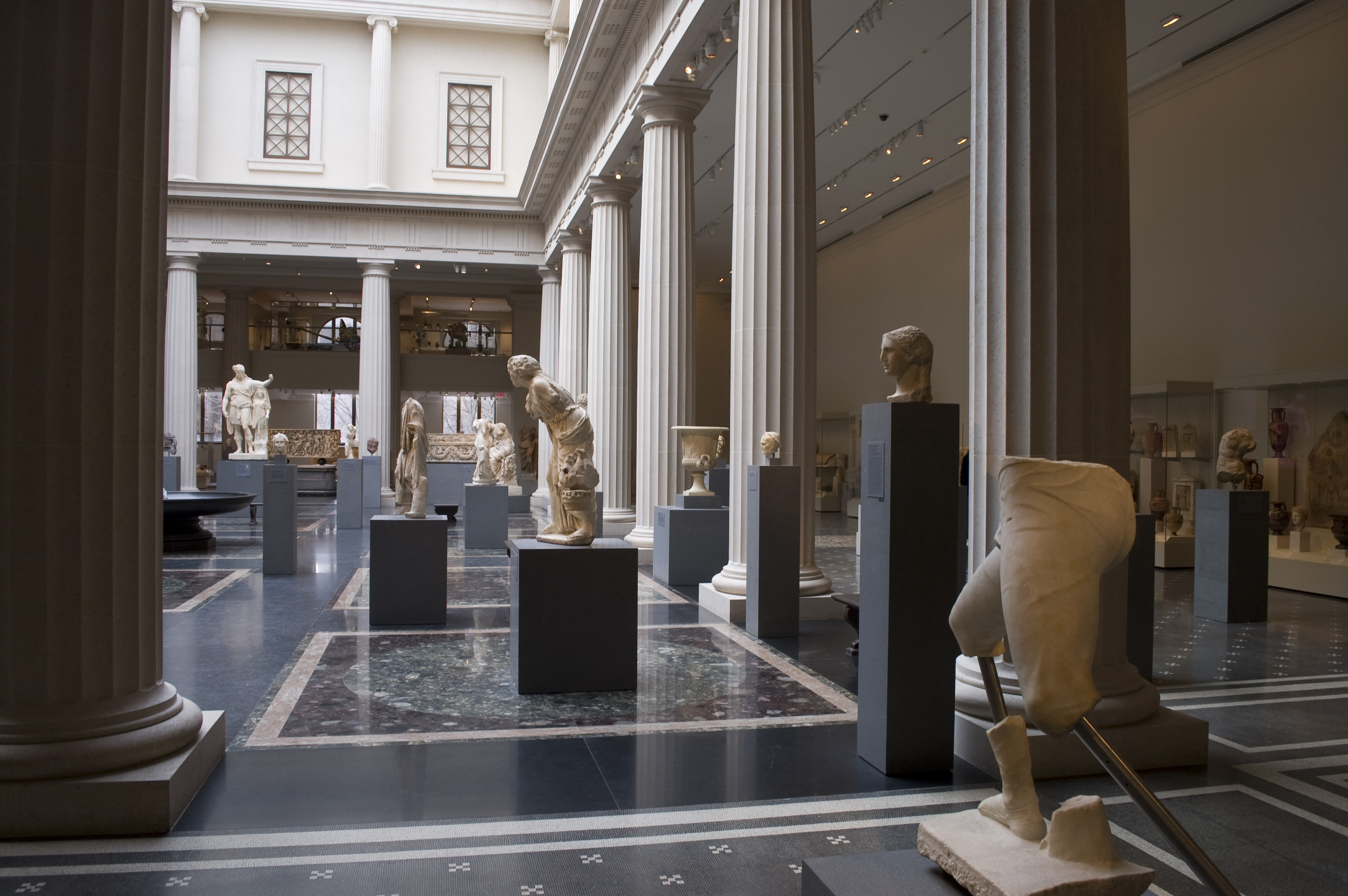
Galería de escultura romana.

Esta colección posee más de 50 000 piezas fechadas hasta el 312 a. C. La colección se remonta a la fundación del museo: el primer objeto asentado en los registros del museo es un sarcófago romano. Aunque la colección se centra en objetos de Grecia Antigua y el Imperio romano, estas regiones históricas incluyen una gran variedad de culturas y estilos artísticos. Estas galerías también contienen varios murales y relieves de diferentes períodos, incluyendo la reconstrucción de una villa noble en Boscoreale, que había sido enterrada por la erupción del Monte Vesubio en el 79 a. C. En el 2007 las galerías del Met dedicadas a Grecia y Roma fueron ampliadas unos 5000 m², permitiendo que la mayoría de las piezas sean expuestas de forma permanente.

### Arte islámico
Esta colección no solo se restringe a arte religioso, aunque un número significativo de objetos fueron originariamente creados para el uso religioso o como elementos decorativos de mezquitas. Parte de la colección consiste en objetos seculares, incluyendo piezas de cerámica y textiles de la cultura islámica, abarcando desde España hasta África del norte y Asia central. La colección de pinturas en miniatura de Irán y del Imperio mongol son un ítem sobresaliente del departamento.
La caligrafía, tanto religiosa como secular se encuentra bien representada, desde los decretos de Suleiman Kanuni hasta manuscritos del Corán, reflejando diferentes períodos y estilos caligráficos. Como muchos otros departamentos del museo, posee cuartos representativos, incluyendo una reconstrucción completa del cuarto de Nur Al-Din de una casa en Damasco, de principios del siglo XVIII.
Las galerías de arte islámico se encuentran en expansión y se proyecta que se finalicen hacia comienzos del 2008. Hasta entonces, muchos objetos están siendo exhibidos temporalmente a lo largo de todo el museo.

### Colección Robert Lehman

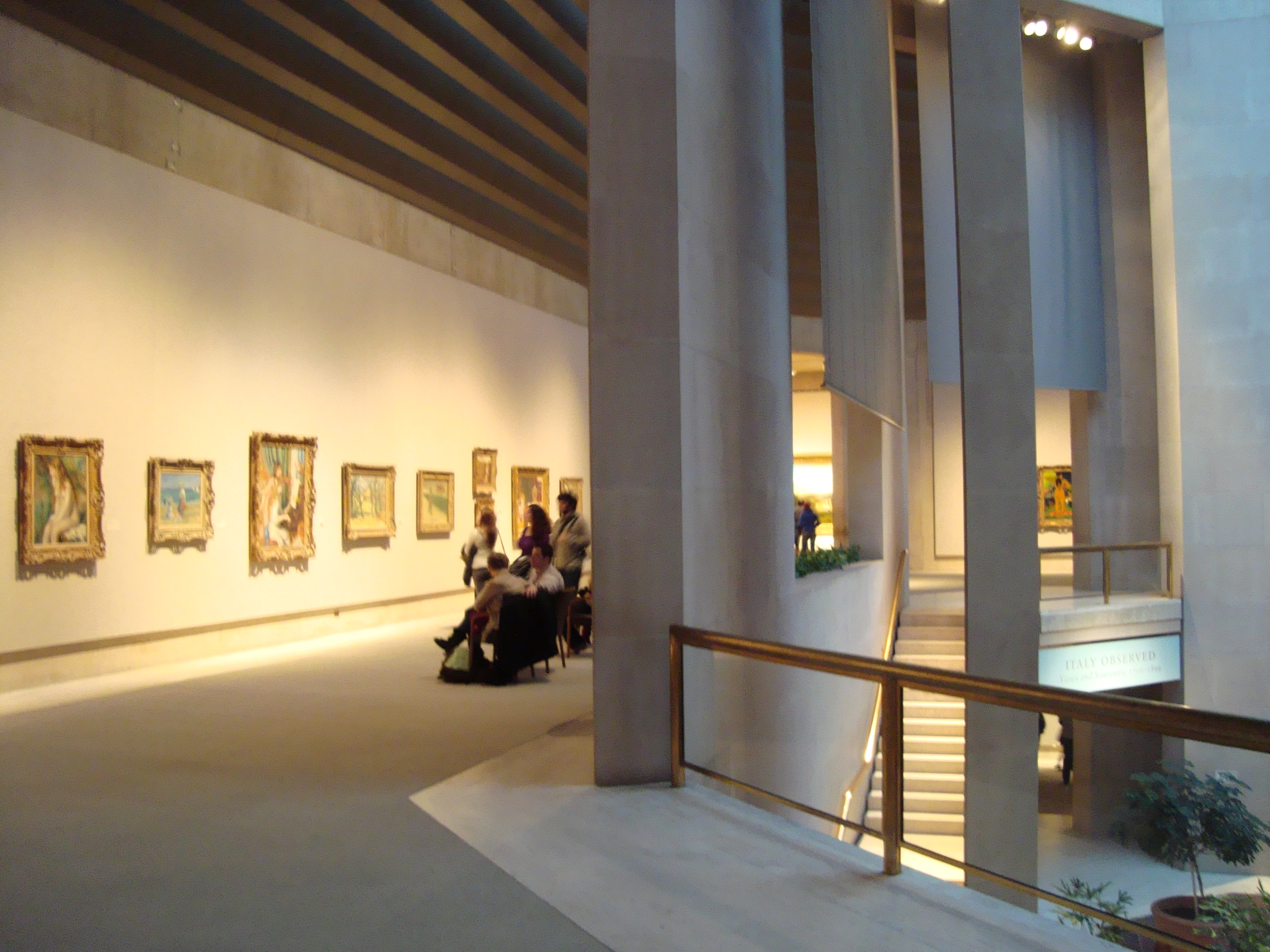
Pintura impresionista en el Ala Robert Lehman.

Con el fallecimiento del banquero Robert Lehman en 1969, su fundación donó al Met cerca de 3000 obras de arte. Expuestas en el Ala Robert Lehman, el museo se refiere a ellas como una de las colecciones privadas más extraordinarias jamás reunida en Estados Unidos. A diferencia de los otros departamentos, esta colección no se concentra en un estilo o período determinado, sino que más bien refleja los intereses personales de Lehman. Él se interesaba en pinturas del Renacimiento italiano, y particularmente, en la Escuela de Siena. Entre las pinturas de la colección se incluyen obras de Botticelli y Domenico Veneziano, así como también obras de importantes pintores españoles como el Greco y Goya. Entre la colección de dibujos de los antiguos maestros hay trabajos de Rembrandt y Durero. Para enfatizar la naturaleza de la colección, el Met la ha puesto en unas galerías especiales que recrean el lujoso interior de la casa de Lehman.
La Universidad de Princeton ha documentado la colección en un libro de varios volúmenes publicados como The Robert Lehman Collection Catalogues.

### Las bibliotecas
La biblioteca principal del Met es la Thomas J. Watson, llamada así porque él fue su benefactor. En principio, coleccionaba libros relacionados con la historia del arte, incluyendo publicaciones, catálogos de exhibiciones y subastas, y generalmente intentaba dar énfasis sobre las colecciones del museo. Varios de los departamentos del museo poseen sus propias bibliotecas especializadas. Estas, junto a la biblioteca Watson poseen ejemplos importantes de libros históricos que son obras de arte por sí mismos. Entre ellos hay libros de Durero, Athanasius Kircher, así como también ediciones de la revista surrealista VVV y una copia de Le Description de l'Egypte, comisionada en 1803 por Napoleón Bonaparte y considerado una de las más grandes realizaciones entre las publicaciones francesas.

### Arte medieval
Esta colección consiste en un amplio espectro de arte occidental desde el siglo IV hasta principios del siglo XVI, así como también arte bizantino, y antigüedades pre-medievales que no están en la colección de Grecia y Roma antiguas. Al igual que la colección islámica, esta colección posee amplios ejemplos de arte en dos y tres dimensiones, con muchos objetos religiosos. En total, la colección permanente de este departamento posee 11 000 objetos. Debido a su tamaño, es la única colección que se alberga en dos lugares: en el edificio principal del museo, en la 5ª Avenida y Collins, y en los Claustros, un edificio separado, dedicado exclusivamente al arte medieval. El mismo departamento se encarga de los dos lugares.

#### Edificio principal
La colección en el edificio principal del Met contiene cerca de 6000 objetos. Mientras que una gran parte del arte europeo medieval se exhibe en estas galerías, la mayor parte de los objetos medievales se concentran en Los Claustros. Esto permite que las galerías principales exhiban gran parte del arte bizantino que posee el Met junto con las piezas europeas. La galería principal posee muchos tapices y estatuas funerarias, mientras que las galerías secundarias muestran trabajos más pequeños en metales preciosos y marfil.

#### Los Claustros

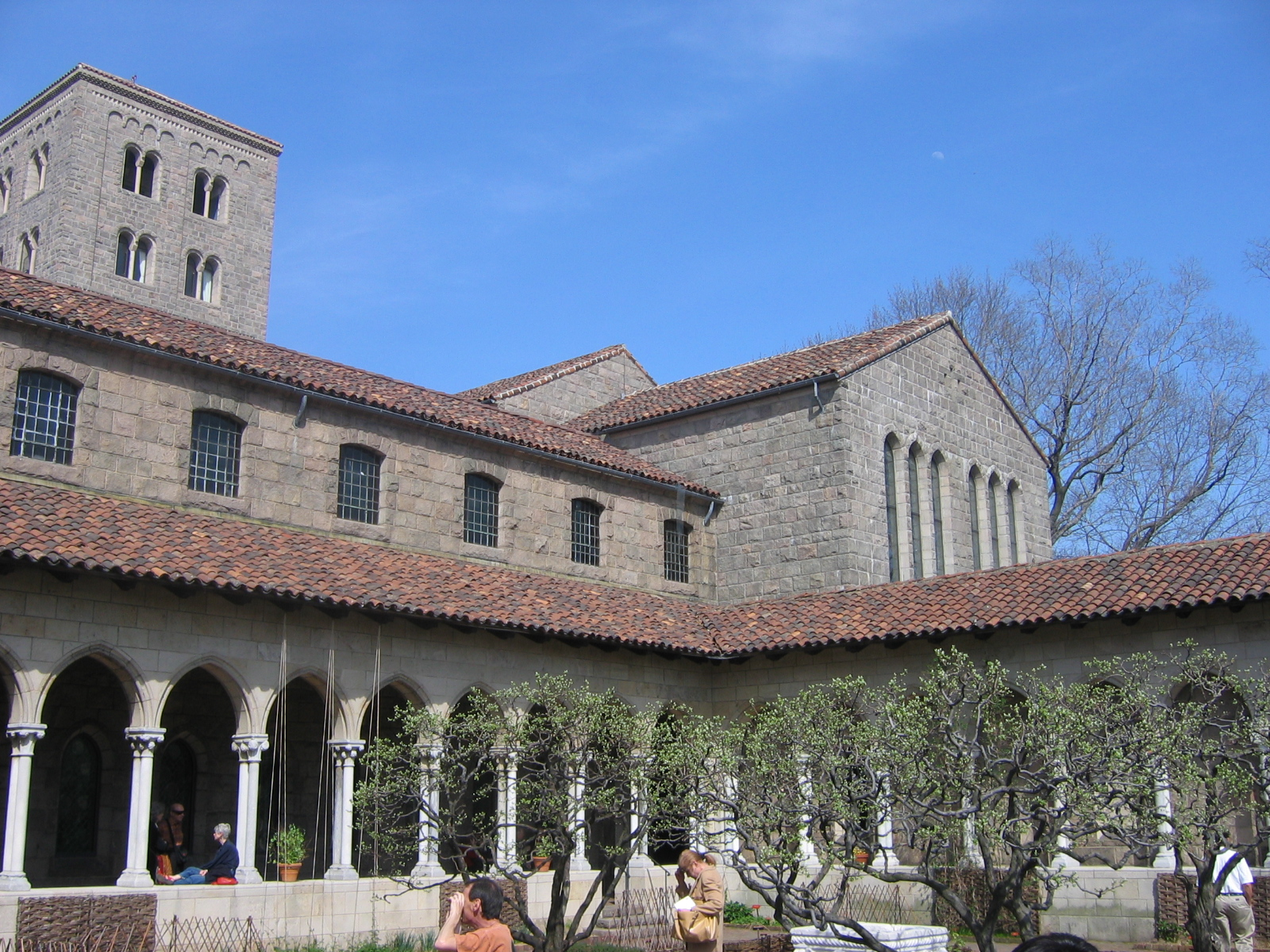
Patio interior de Los Claustros

Los Claustros, (The Cloisters, en inglés) así llamados por las estructuras restauradas de cinco claustros franceses medievales que fueron incorporados al edificio moderno, son una obra de arte en sí mismos. 
El resultado, que evoca sus fuentes sin copiar directamente ningún edificio en particular, presenta ventanas con vidrieras, vigas y columnas esculpidas e incluso tapices originales. El conjunto de edificios incluye parte de la iglesia románica de Fuentidueña (Segovia, España), y el claustro del mismo estilo del Monasterio de San Miguel de Cuixá (Francia). También hay varios jardines con plantaciones hechas de acuerdo a la información horticultural de fuentes de la época. Los 5000 objetos que se encuentran aquí se limitan estrictamente a obras medievales europeas.

### Arte moderno
Aunque el MOMA es considerado el principal museo de arte moderno en Nueva York, la colección de Met no es menos significativa. Con más de 10 000 obras de arte, principalmente de artistas europeos y estadounidenses, la colección posee muchas obras que son iconos de la modernidad. Entre las piezas destacadas se encuentran el retrato de Gertrude Stein hecho por Picasso, la Bandera blanca de Jasper Johns y el tríptico de Max Beckmann Beginning. Algunos artistas están representados con obras de gran calidad para un museo que no está dedicado exclusivamente al arte moderno; por ejemplo, la colección posee 40 pinturas de Paul Klee, abarcando toda su carrera. Debido a la larga historia de Met, pinturas contemporáneas adquiridas en los últimos años han pasado a otras colecciones del museo, particularmente, a los departamentos que poseen pintura europea y norteamericana.
En abril de 2013 se anunció que el museo recibiría una histórica donación de pintura cubista: la Colección Leonard Lauder, con obras de autores como Picasso y Braque valoradas en mil millones de dólares. Este conjunto se expuso en 2014 .

### Instrumentos musicales

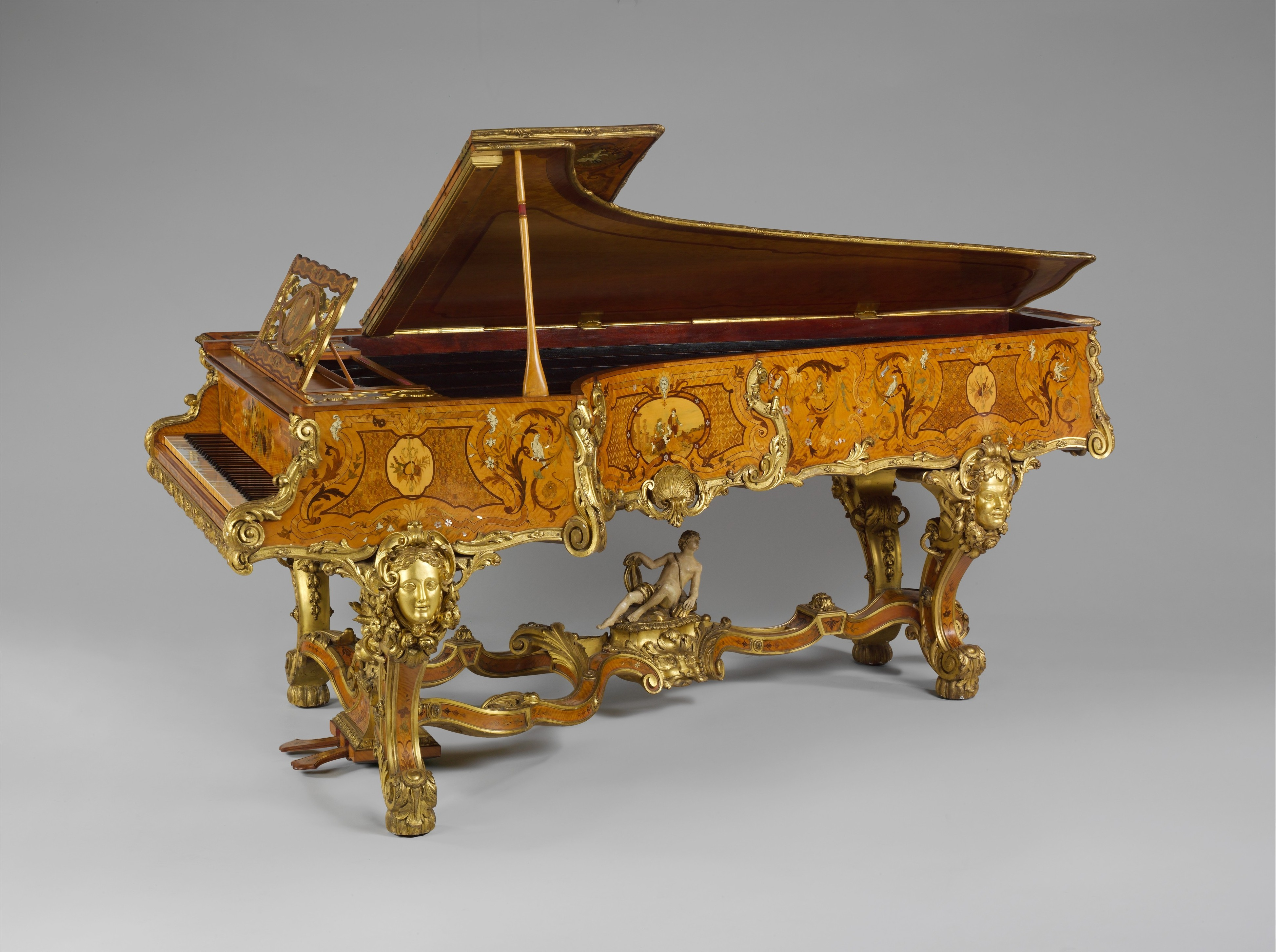
Grand piano, de Sébastien Érard, c. 1840.

La colección de Met de instrumentos musicales es casi única entre los museos más importantes. Posee más de 5000 instrumentos de todas partes del mundo. La colección se inició en 1889 con una donación de varios cientos de instrumentos hecha por Lucy W. Drexel, pero el enfoque actual del departamento se produjo con donaciones hechas en años posteriores por Mary Elizabeth Adams, esposa de John Crosby Brown. Los instrumentos han sido incluidos en la colección no solo por motivos estéticos, sino que también reflejan aspectos técnicos y sociales de sus culturas de origen. En la colección de instrumentos musicales modernos, cada continente se encuentra representado y casi todas las etapas de su vida musical. Entre los objetos destacados de esta colección se encuentran varios violines Stradivarius, una colección de instrumentos asiáticos hechos de metales preciosos y el piano más antiguo, un modelo de 1720 de Bartolomeo Cristofori. El departamento alienta el uso de los instrumentos realizando conciertos y demostraciones con músicos invitados.

### Fotografías
La colección de Met de fotografías, con más de 20 000 fotos en total, está centrada en cinco colecciones principales, más las adquisiciones adicionales hechas por el museo. Alfred Stieglitz, un famoso fotógrafo fue quien hizo la primera donación importante al museo, que incluía una prospección de obras del pictorialismo, un valioso juego obras de Edward Steichen y una colección de fotografías de Stieglitz, de su propio estudio. El Met complementó la donación con 8500 obras que componen la Colección Gilman Papel Company, Colección Rubel, y la Colección Ford Motor Company que dan testimonio de las primeras fotografías francesas, norteamericanas e inglesas y la fotografía norteamericana y europea posterior a la Segunda Guerra Mundial.
El museo también adquirió la colección personal de fotografías de Walker Evans. 
El departamento obtuvo una galería permanente en 1997, y no todo el material está expuesto de forma permanente debido a la sensibilidad del material. Sin embargo, el departamento ha organizado algunas de las exhibiciones temporarias más exitosas del pasado reciente del Met, incluyendo una retrospectiva de Diane Arbus.

## Objetos seleccionados

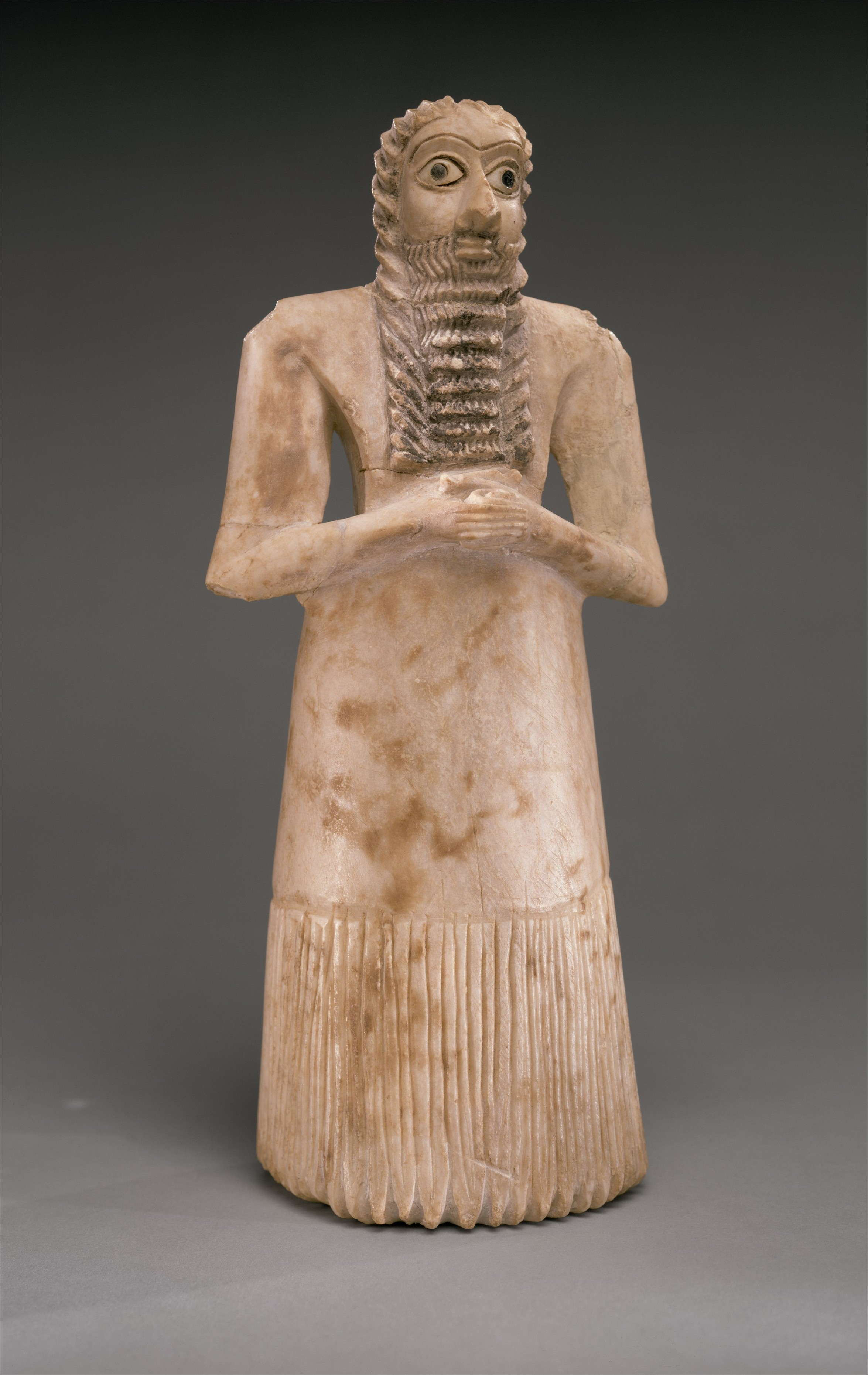
Adorador masculino de pie, mesopotámico,     2750-2600 a.C.
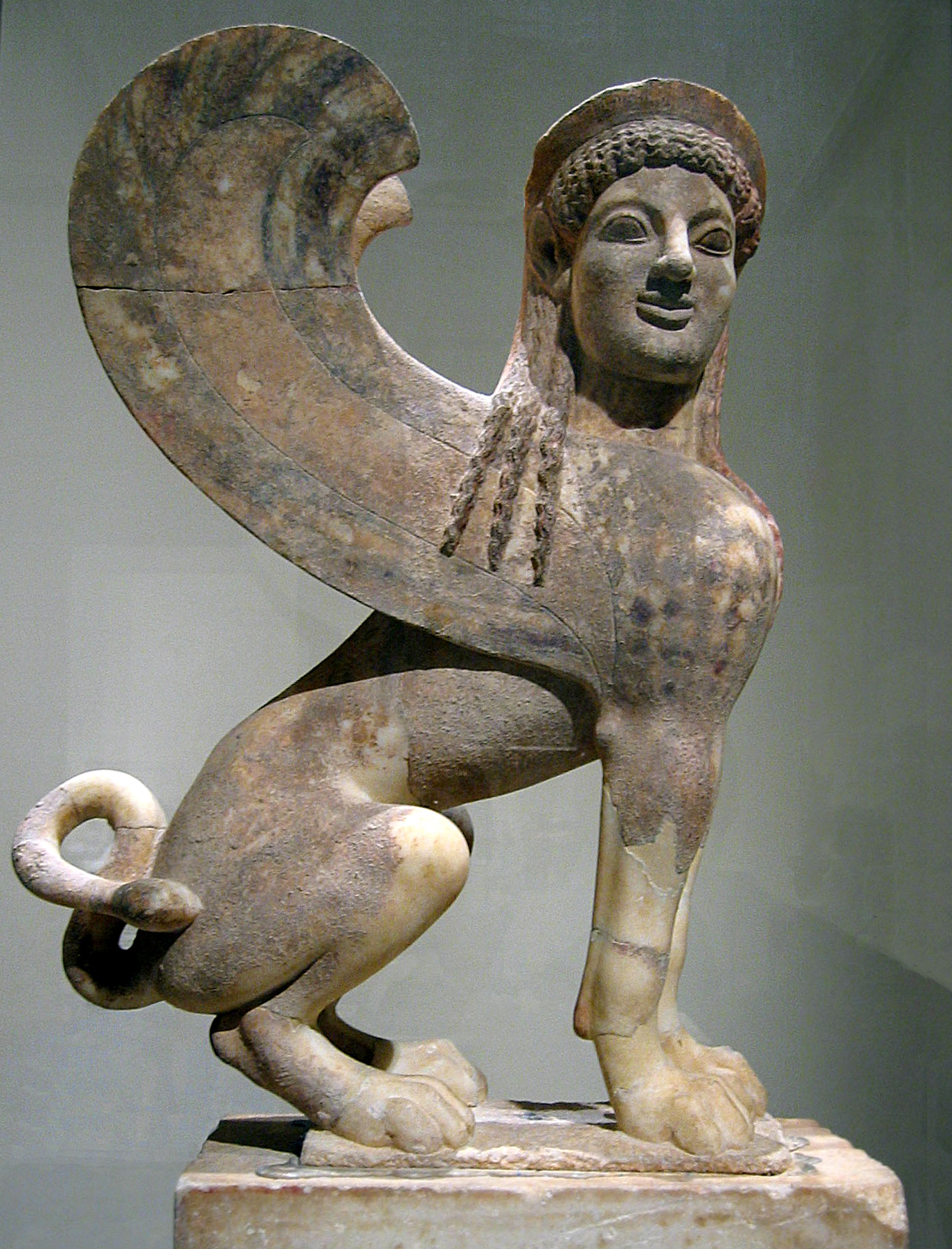
Esfinge, c. 530 a.C.
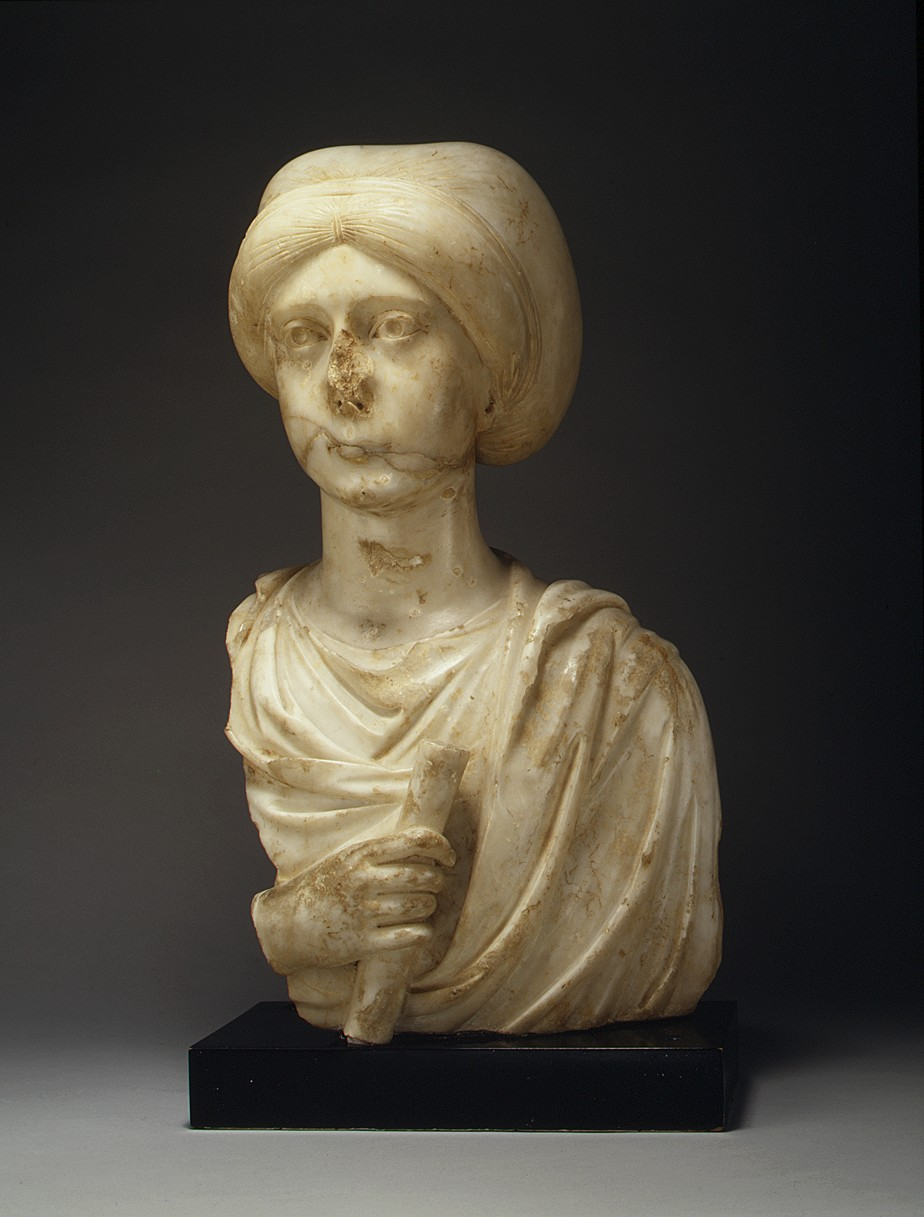
Busto de Anicia Juliana
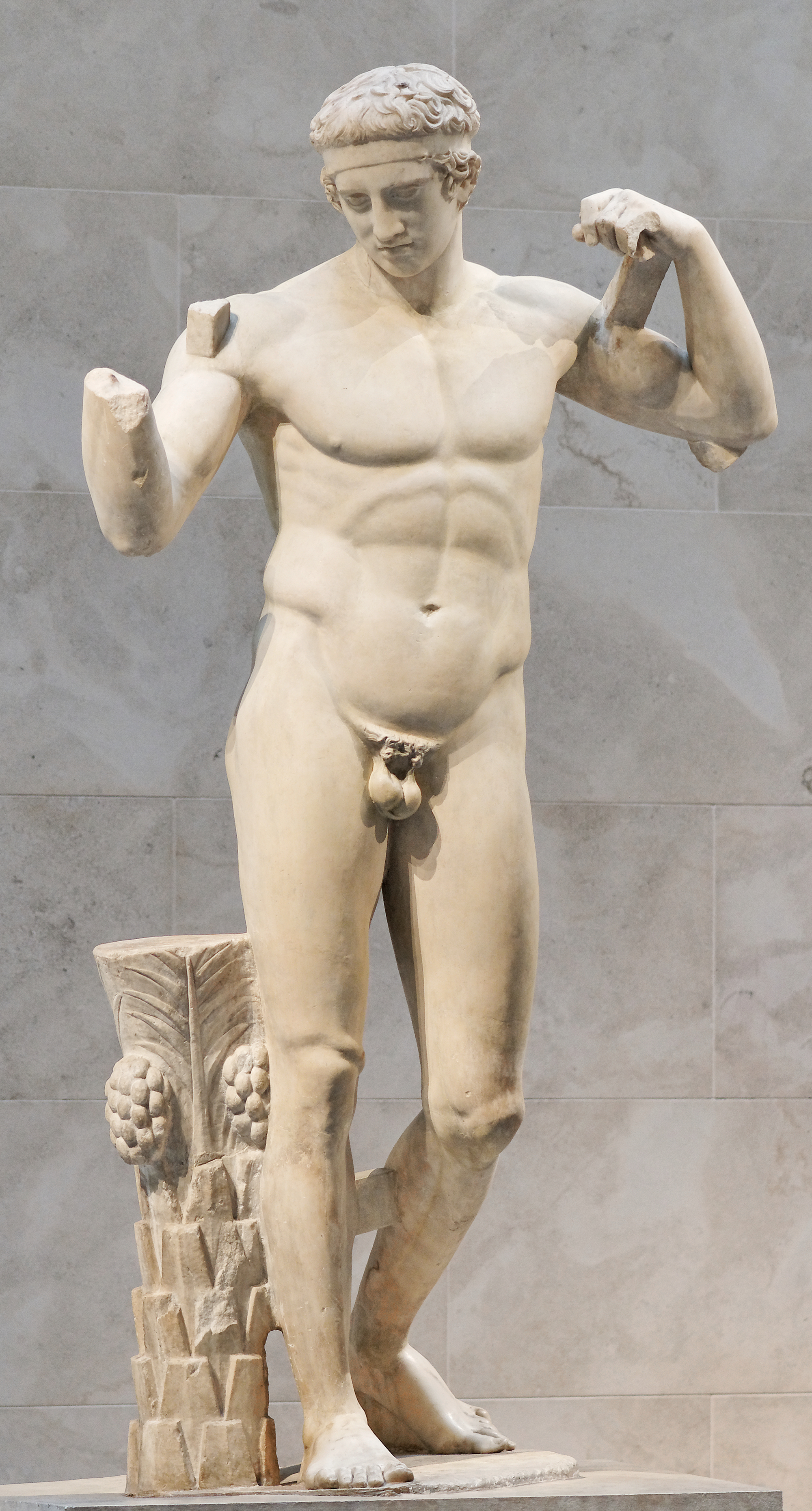
Romano, c. 430
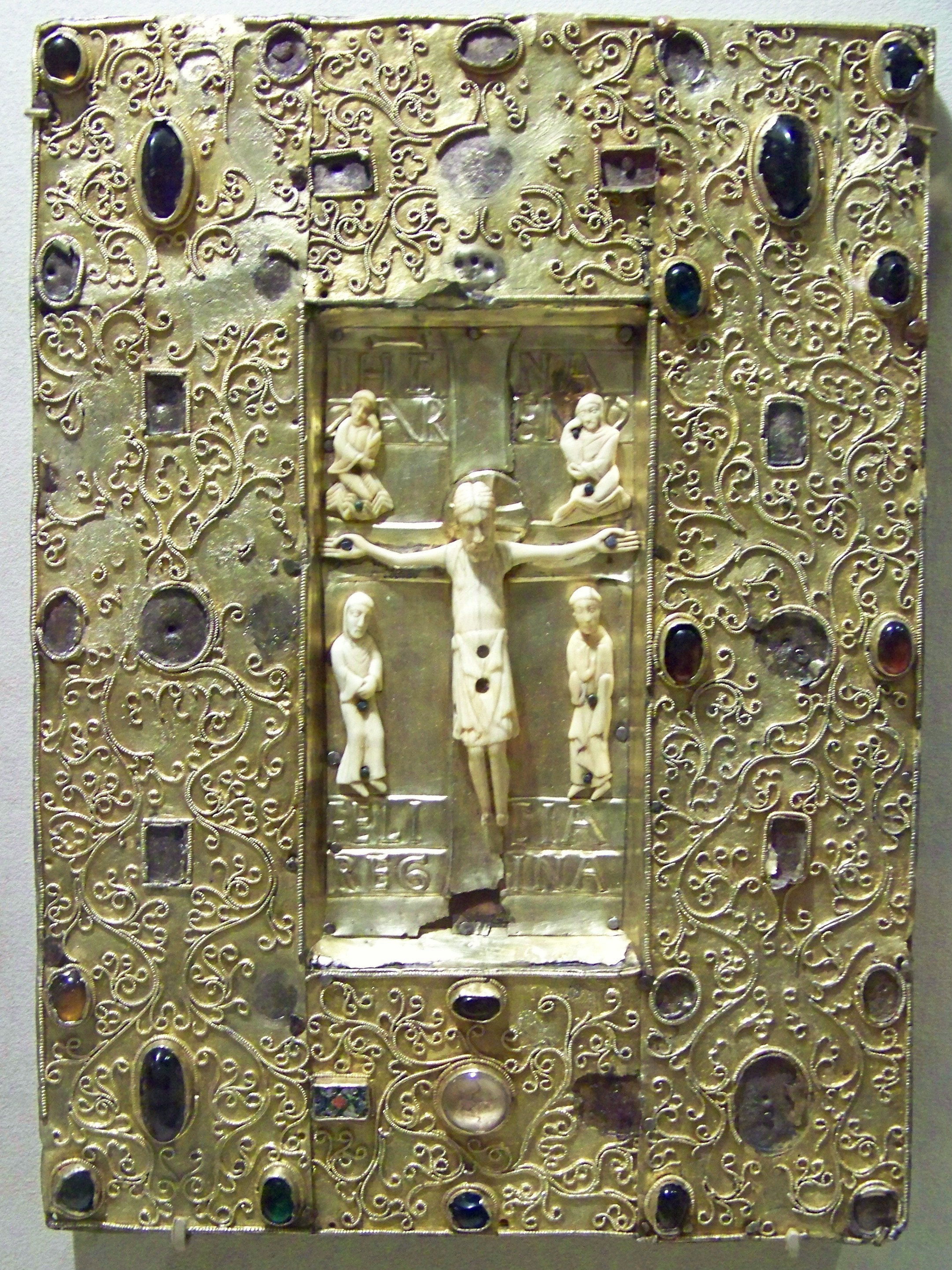
Portada del libro con el icono bizantino de la crucifixión, antes de 1085
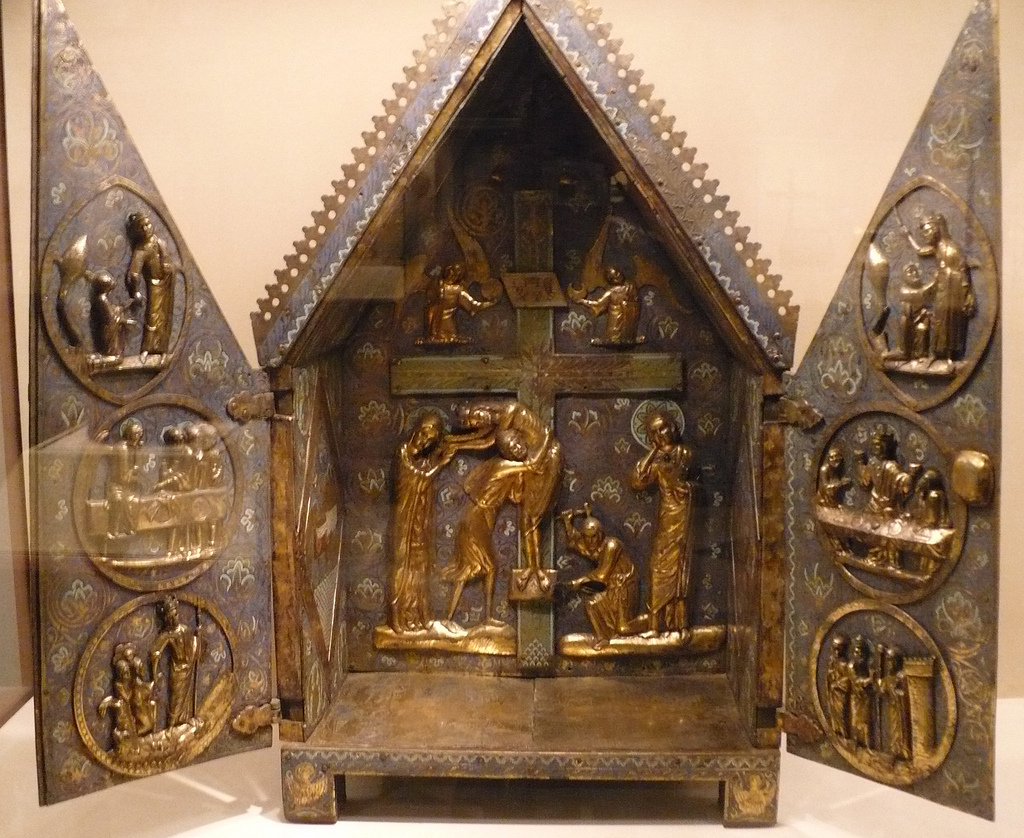
Tabernáculo de Cherves, c. 1220–30
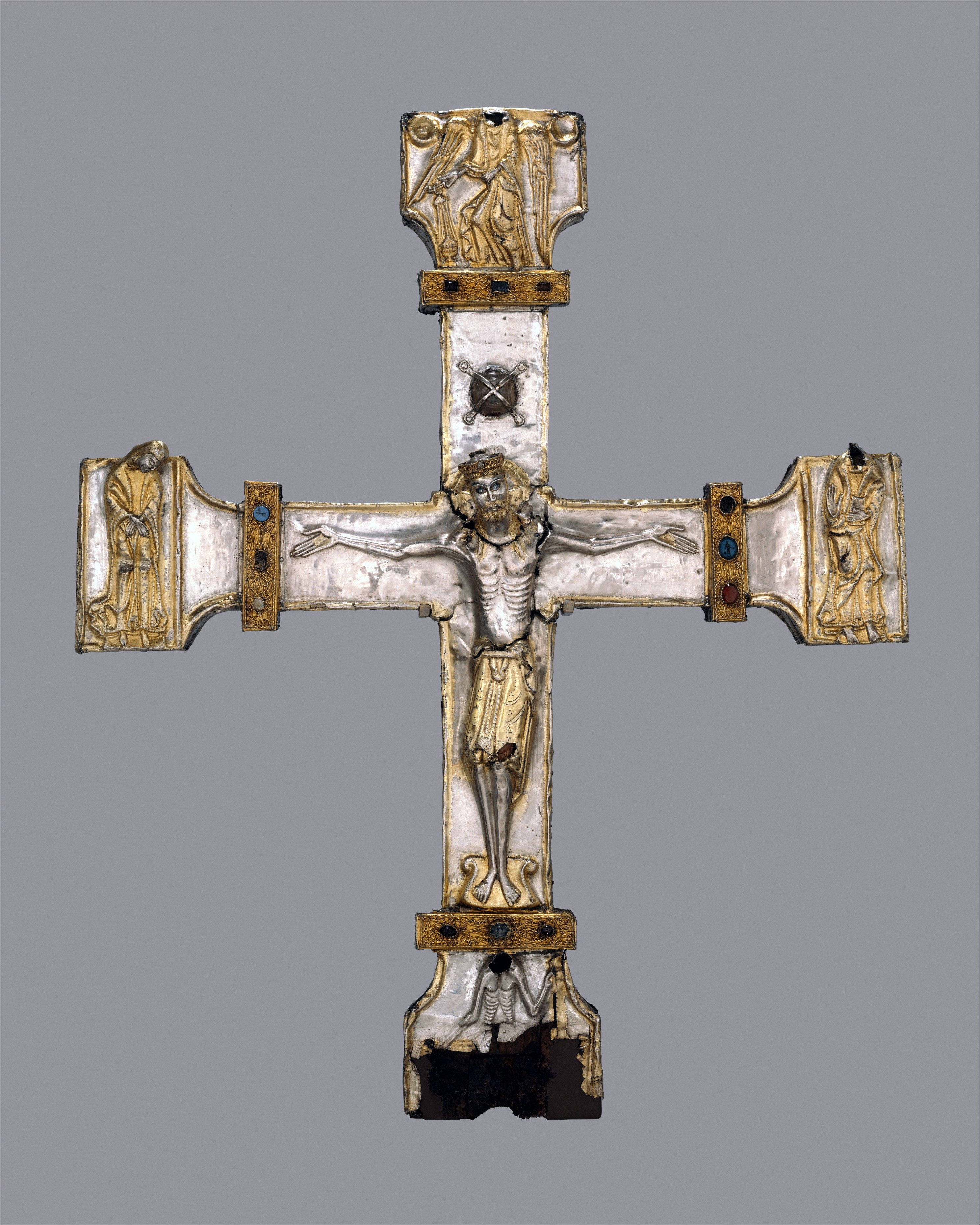
Cruz de San Salvador de Fuentes, finales del siglo XI - principios del XII, Asturias
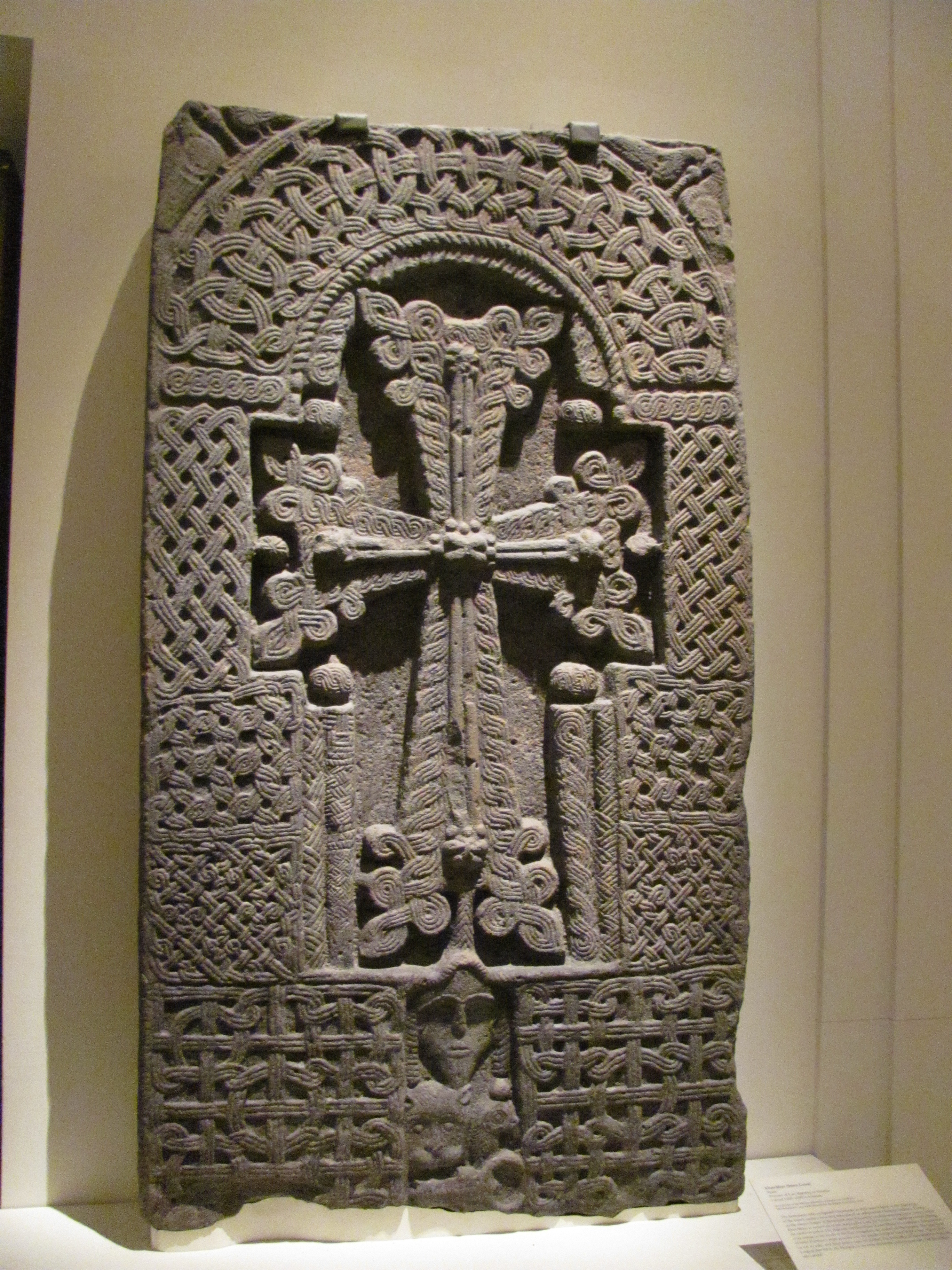
Khatchkar. Basalto
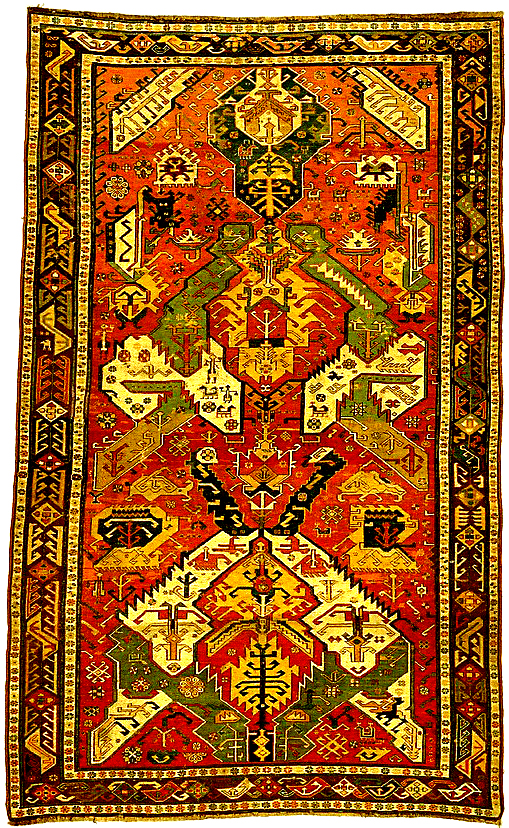
Alfombras y tapices, 1800
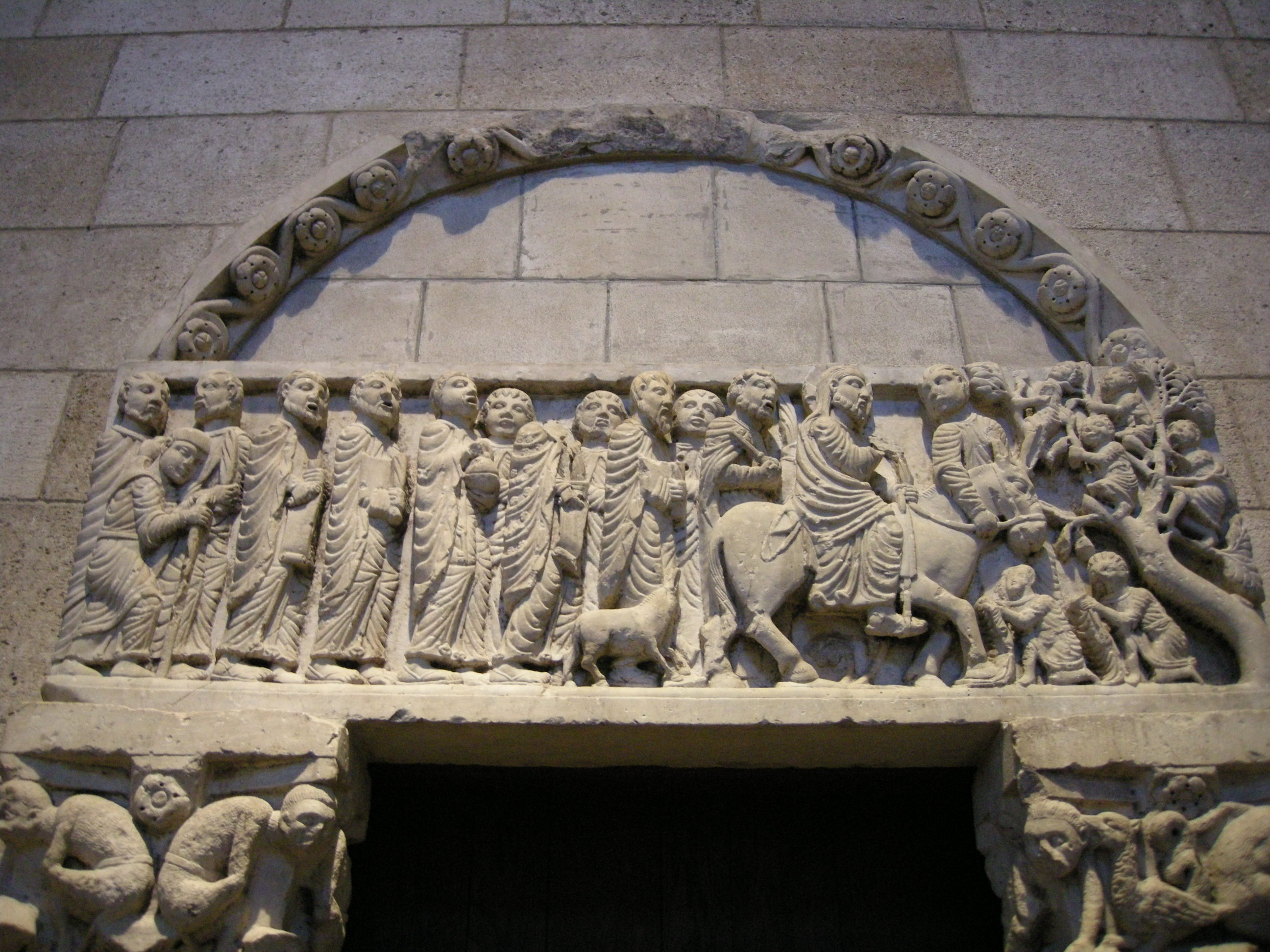
Scuola di biduino, portale da san leonardo al frigido, vicino massa carrara, Biduino, c. 1170–80
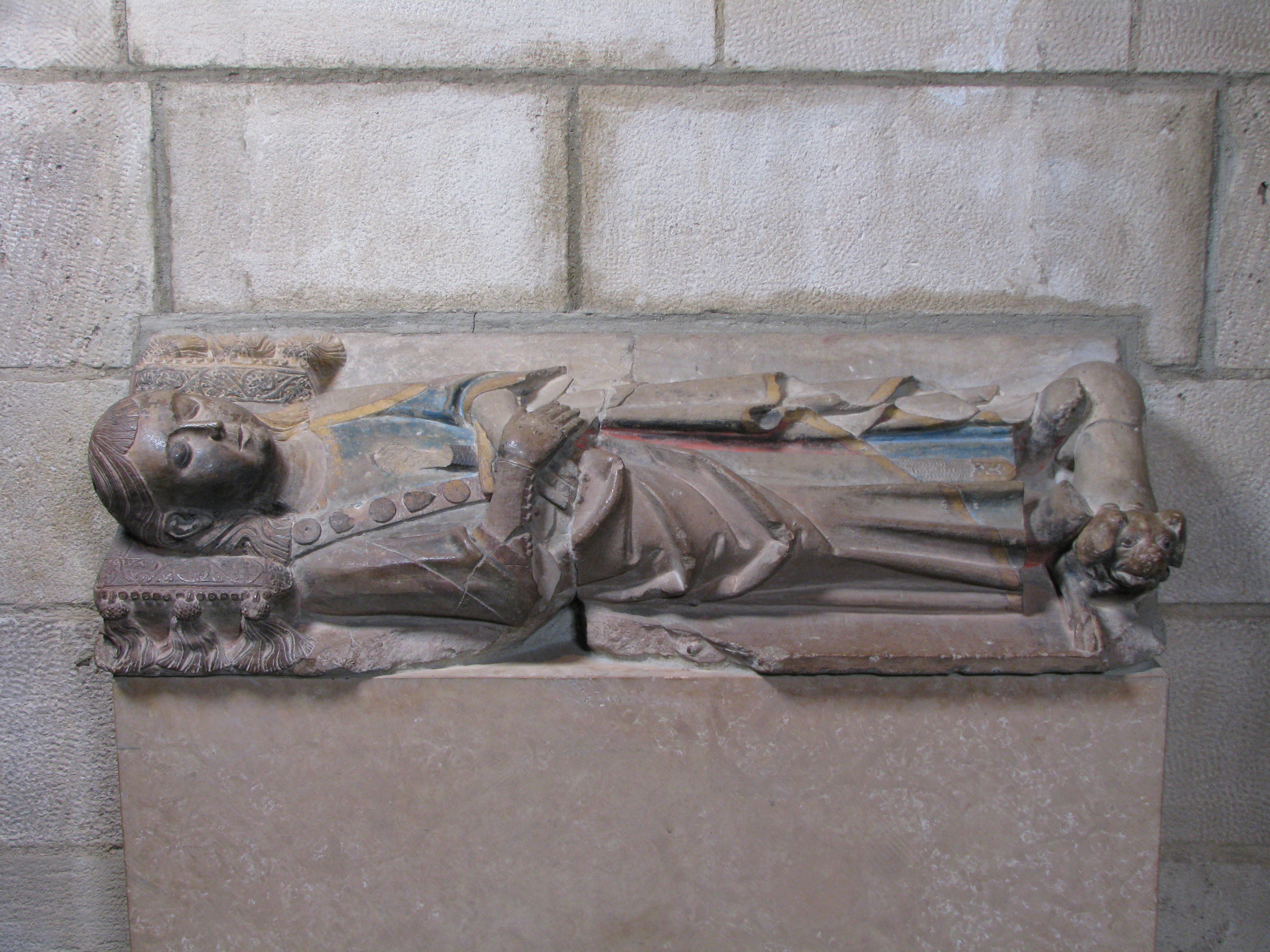
Tumba de Ermengol IX de Urgell (fallecido en 1243)
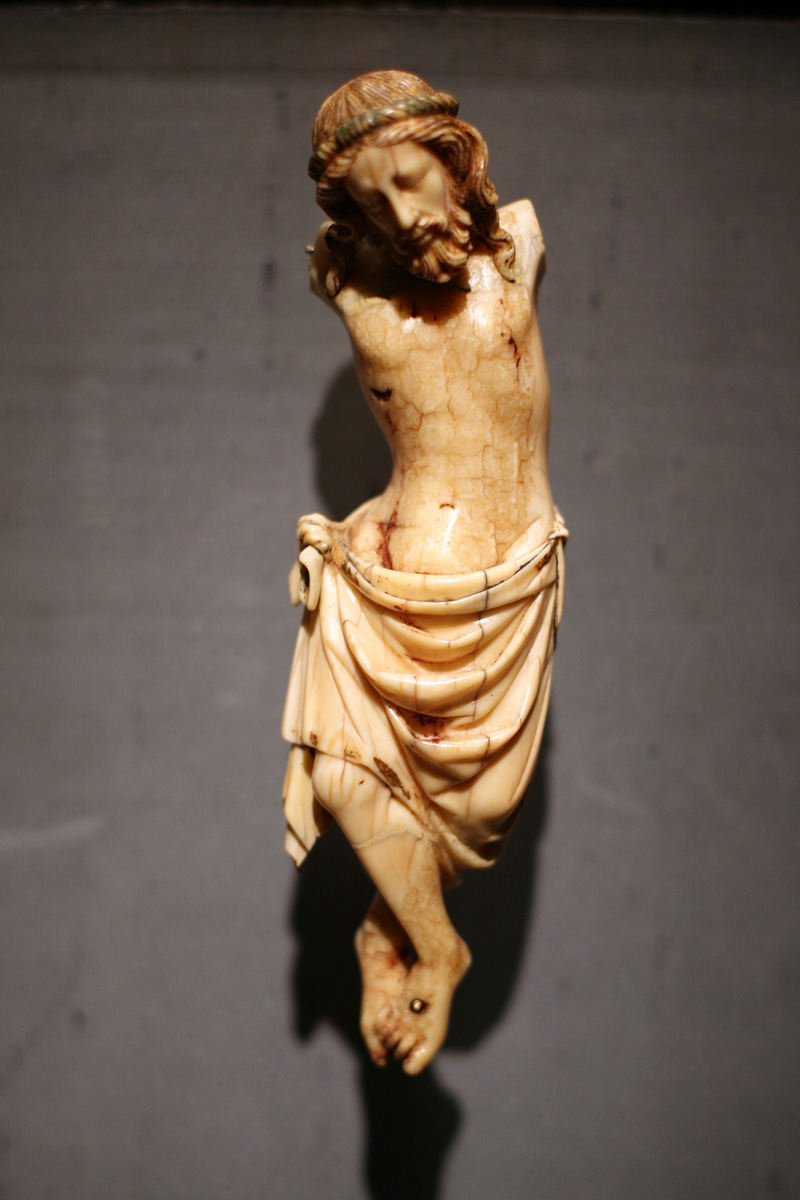
El Cristo Crucificado, c. 1300, norte de Europa
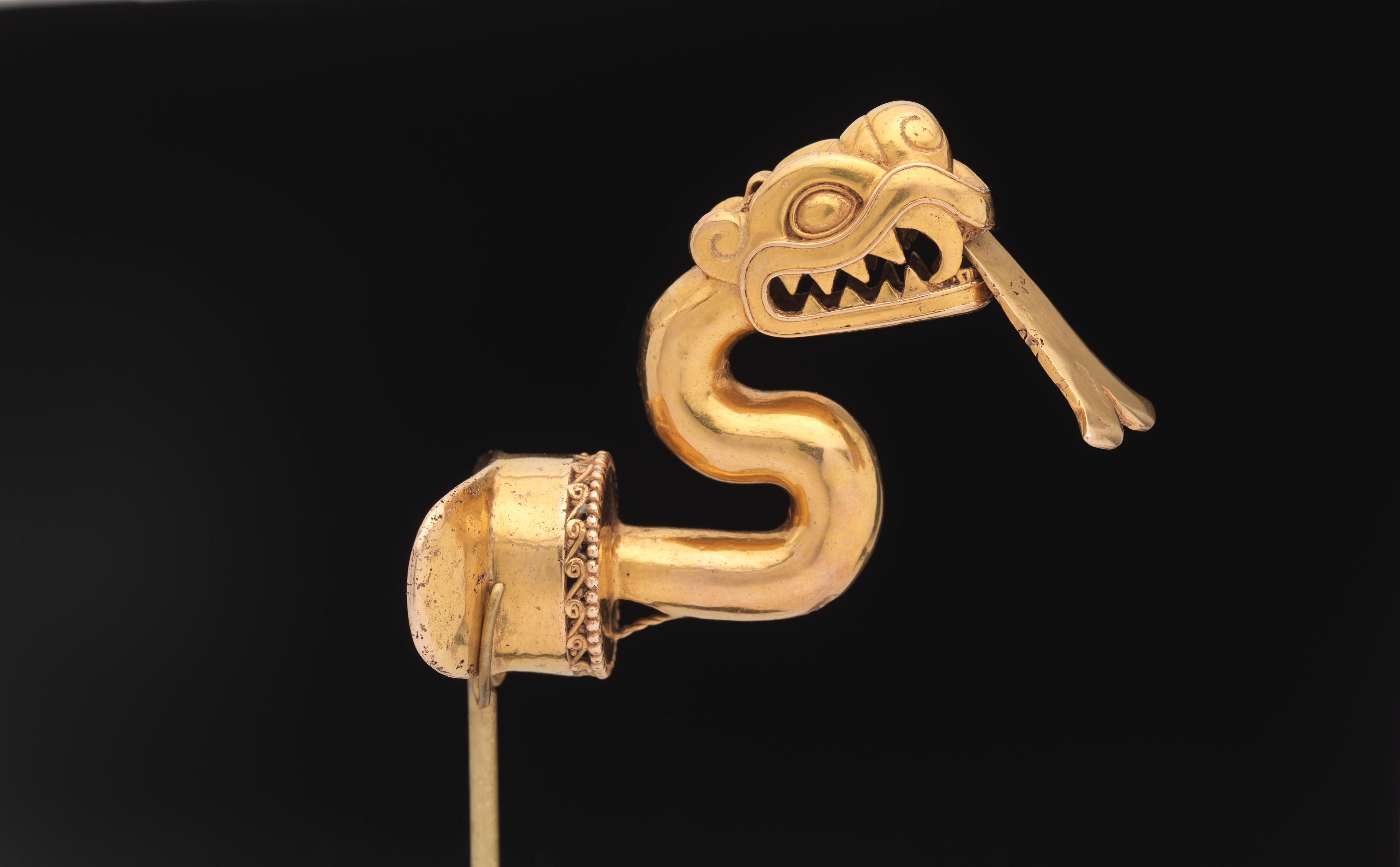
Serpiente Labret con lengua articulada, c. 1300-1521, azteca
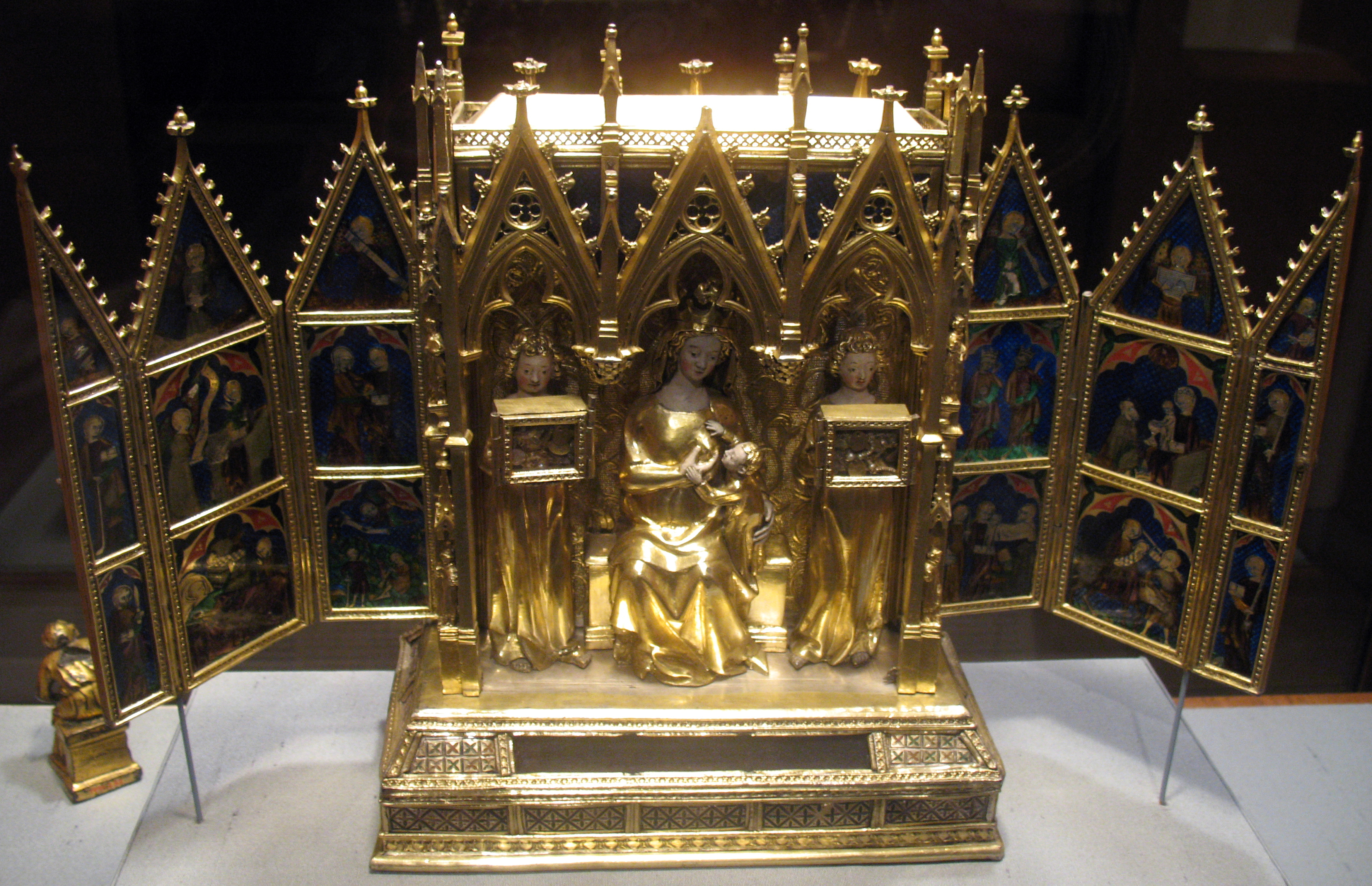
Atribuido a Jean de Touyl (francés, muerto en 1349),  Santuario relicario del convento de las Clarisas de Buda
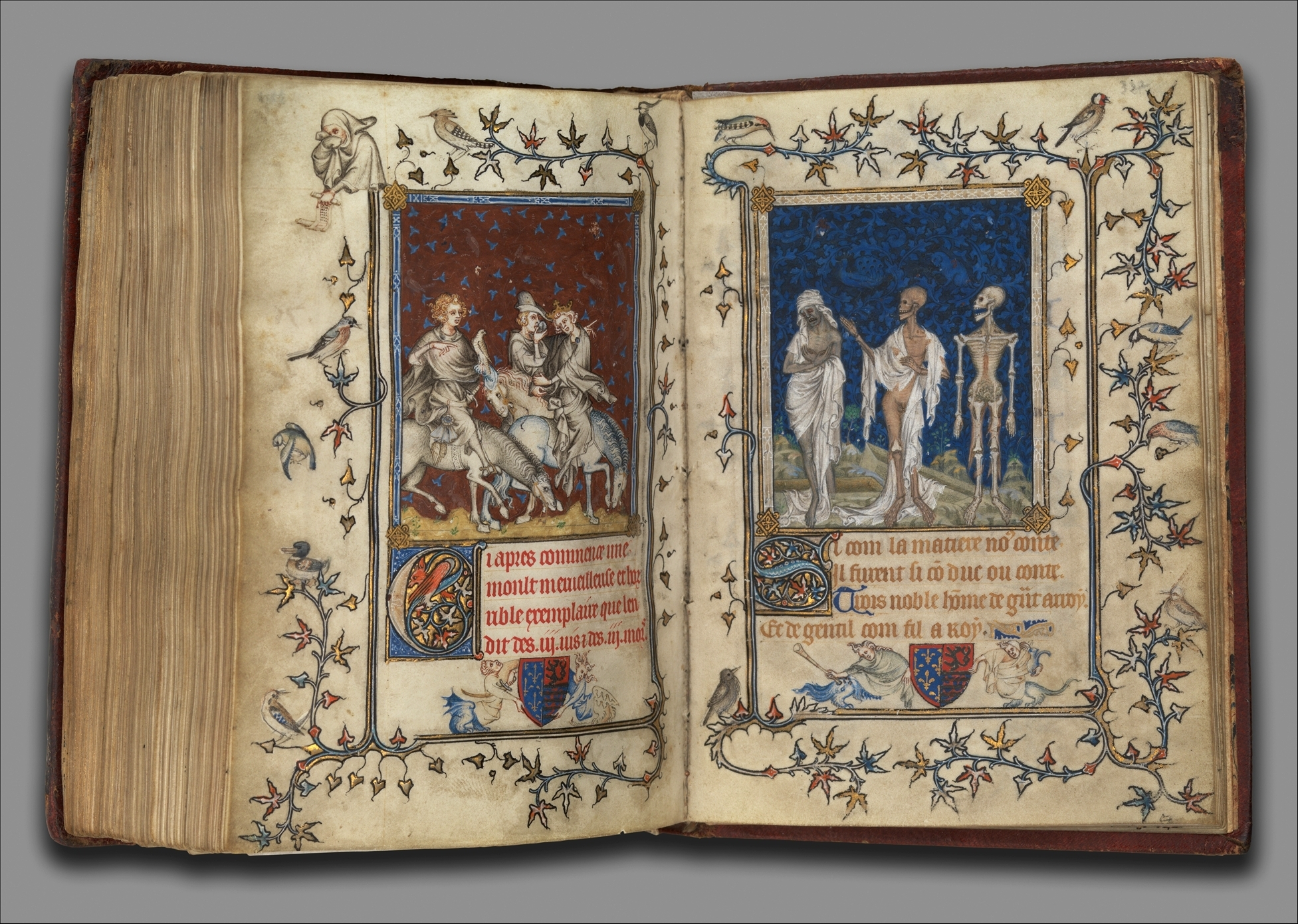
Atribuido a  ⋅Jean Le Noir,  Salterio de Bonne de Luxembourg , 14 cen. manuscrito iluminado
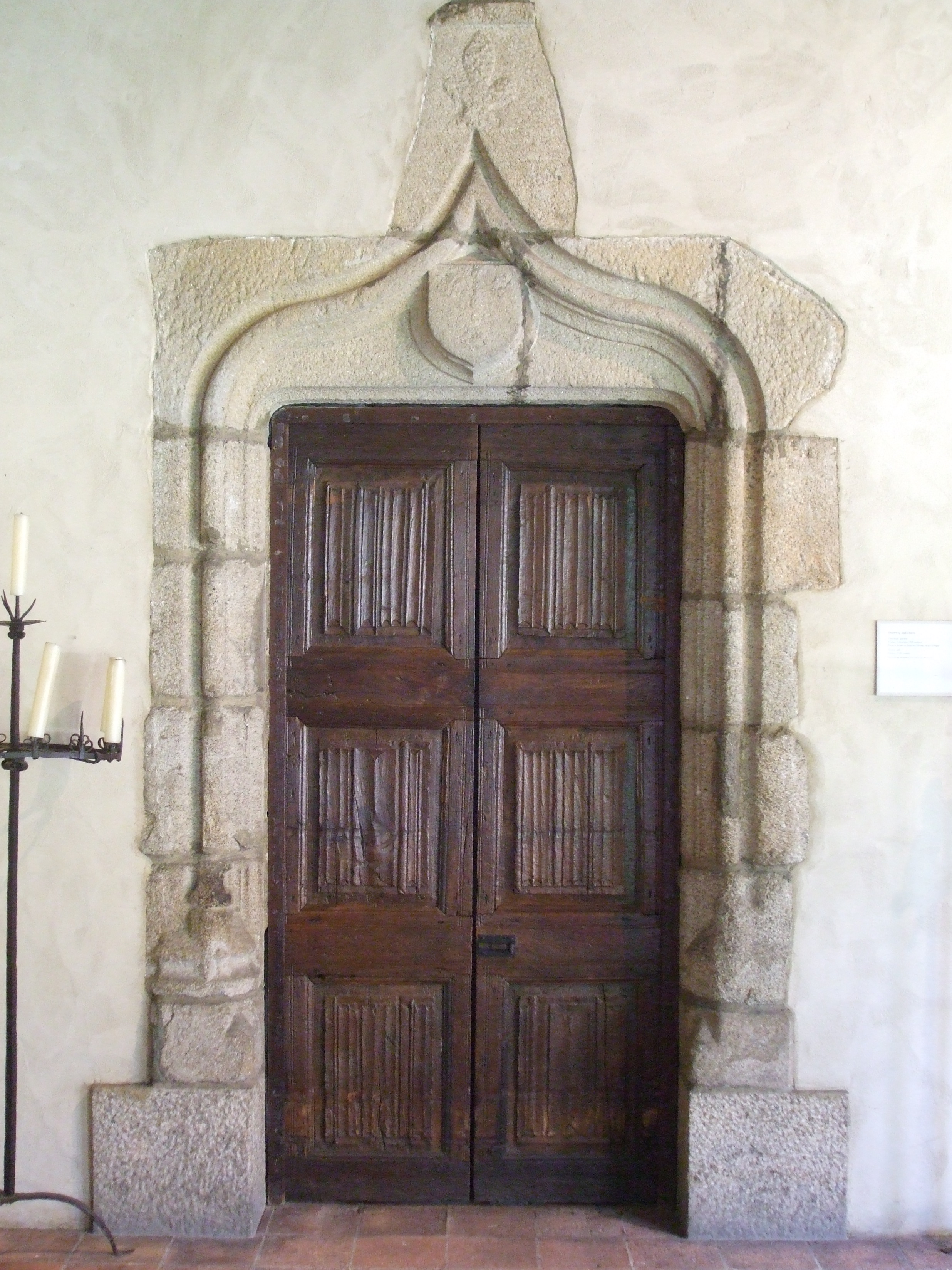
Umbral de granito, roble, Francia, Limousin, siglo XV, Aixe sur Vienne
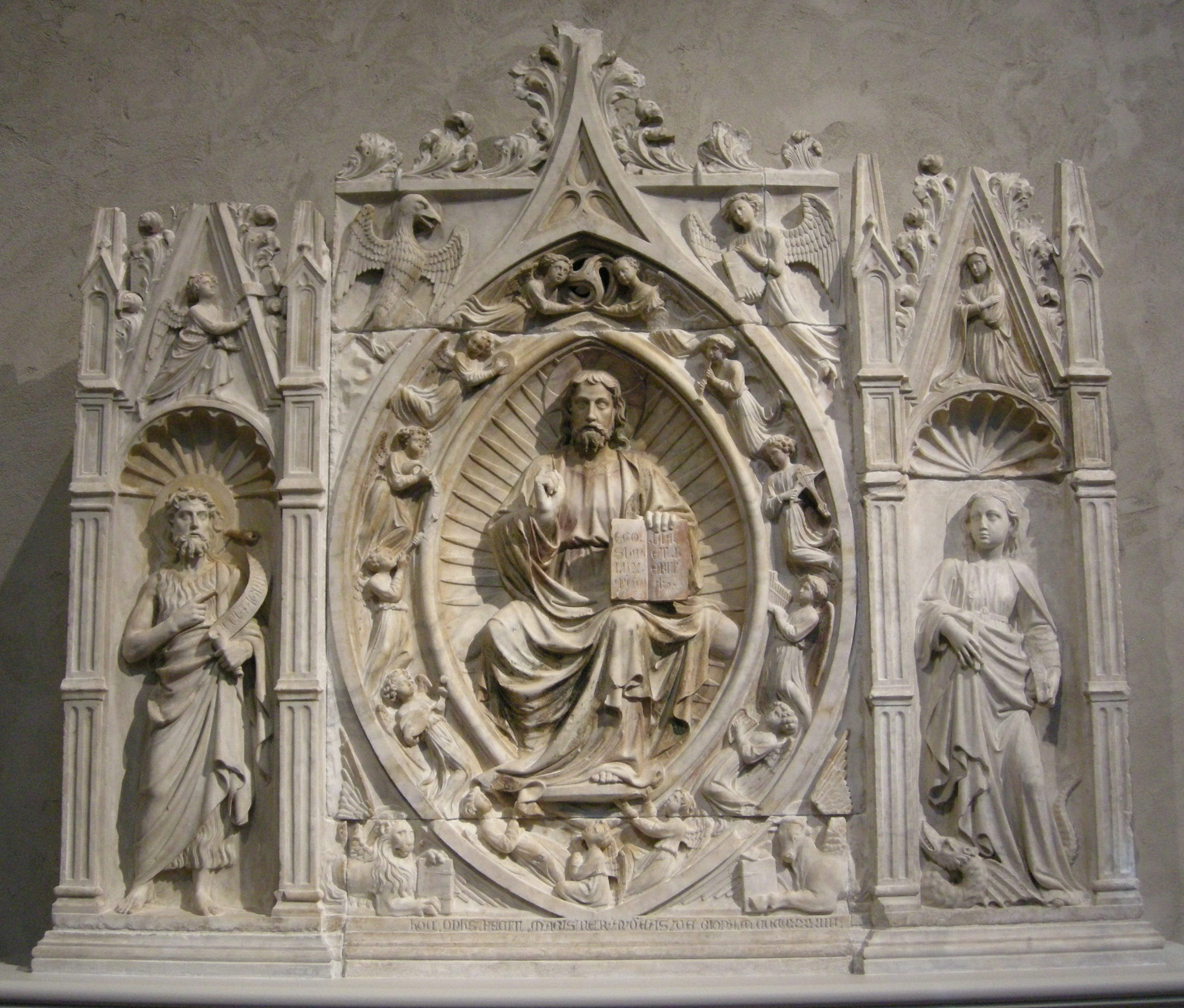
Andrea da Giona, "Retablo con Cristo en Majestad", c. 1434
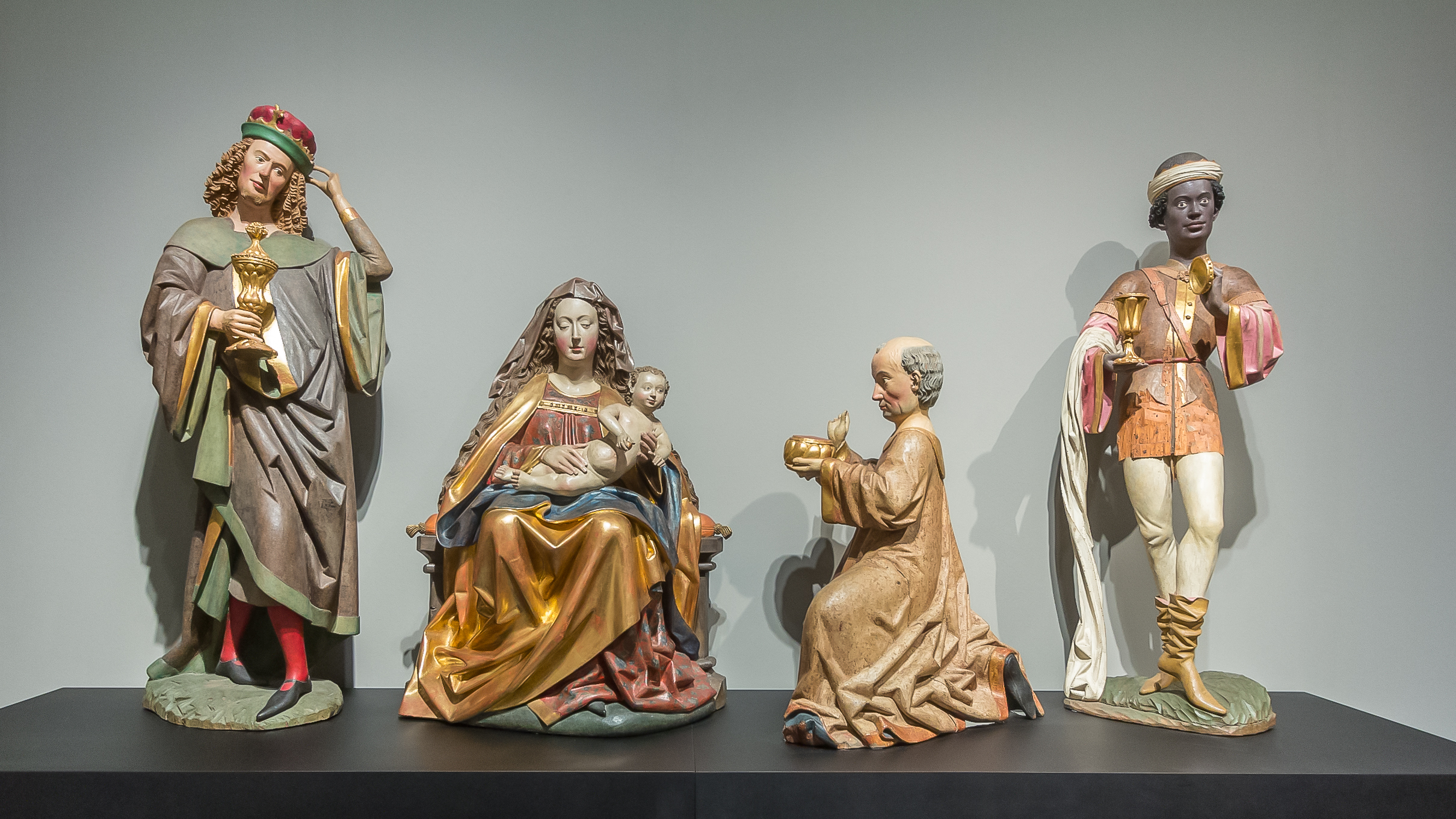
Schwaben, c. 1489
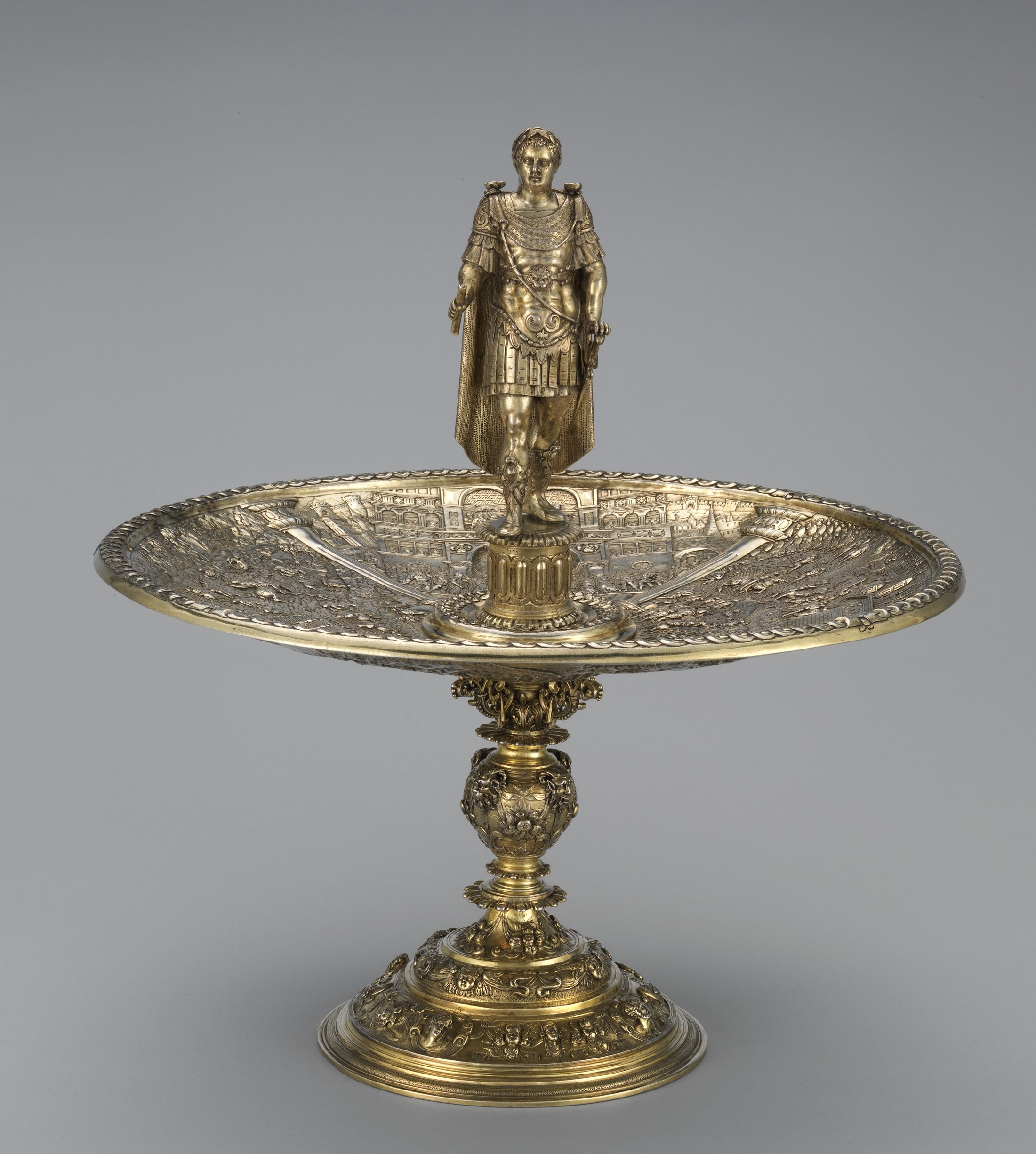
Aldobrandini Tazza del emperador romano Vitelio, c. 1590
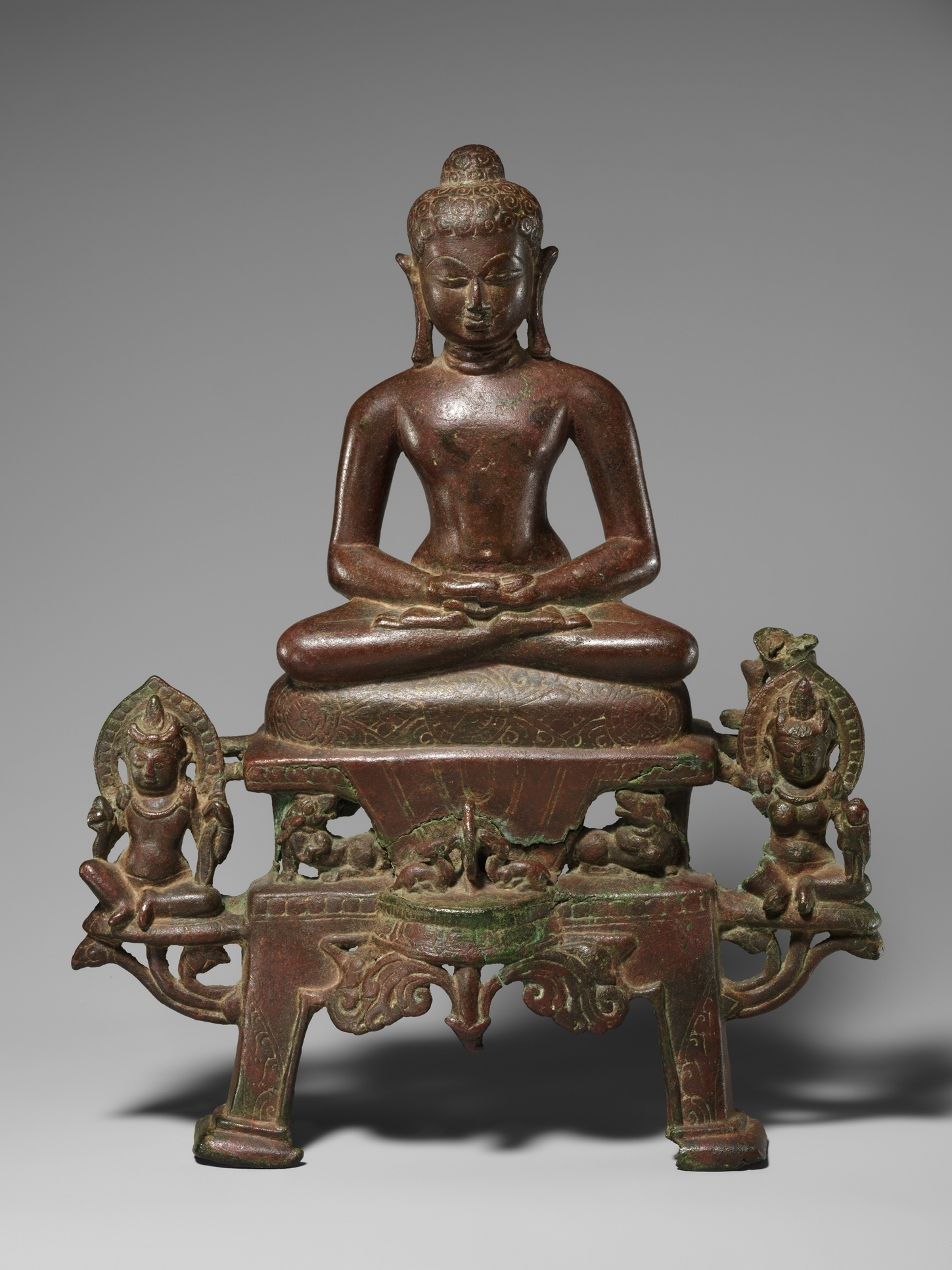
Neminatha, Akota Bronzes (siglo VII d. C.)
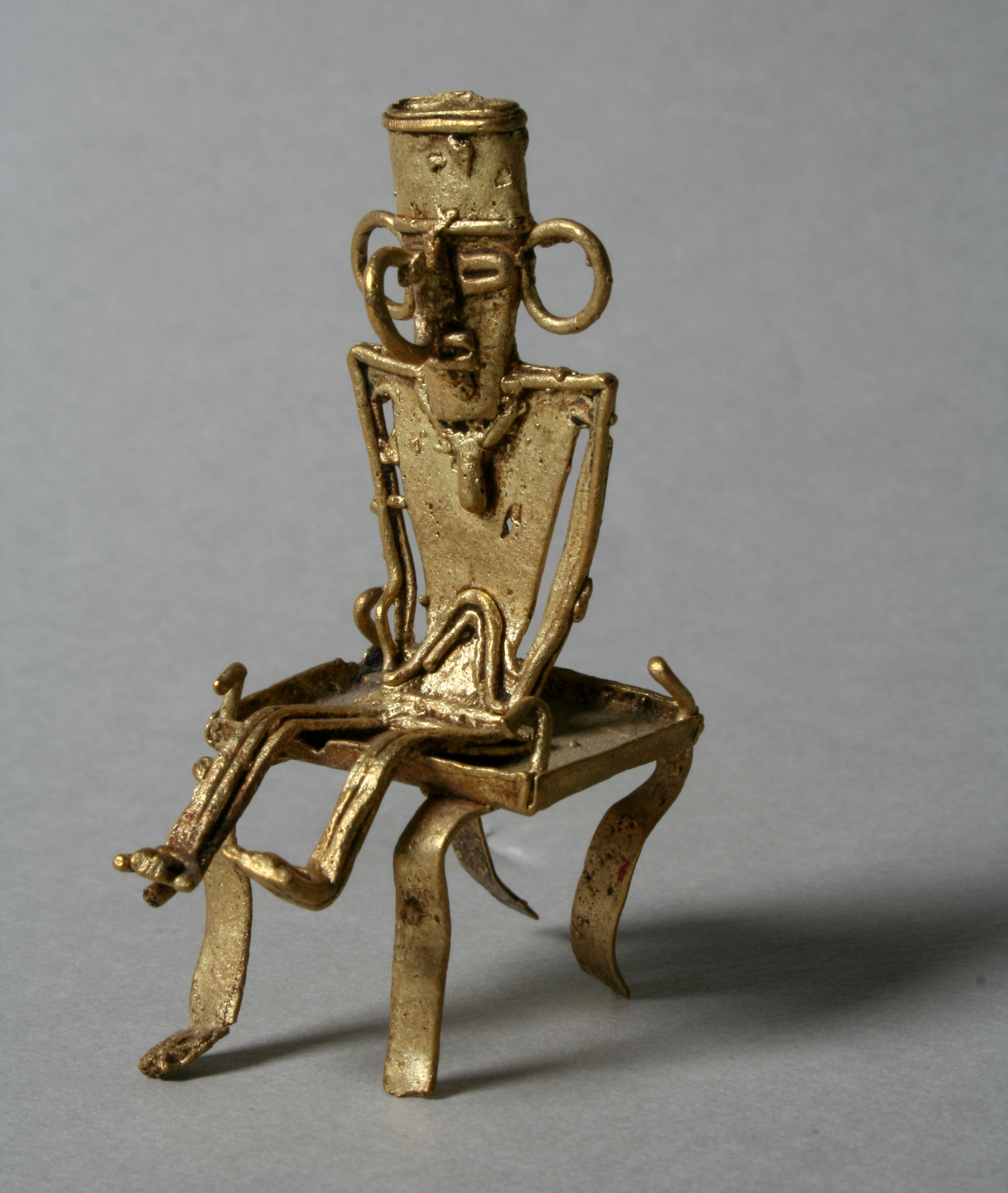
Muisca  tunjo  en taburete, c. Siglo X-XVI, Lago Guatavita región, Altiplano Cundiboyacense
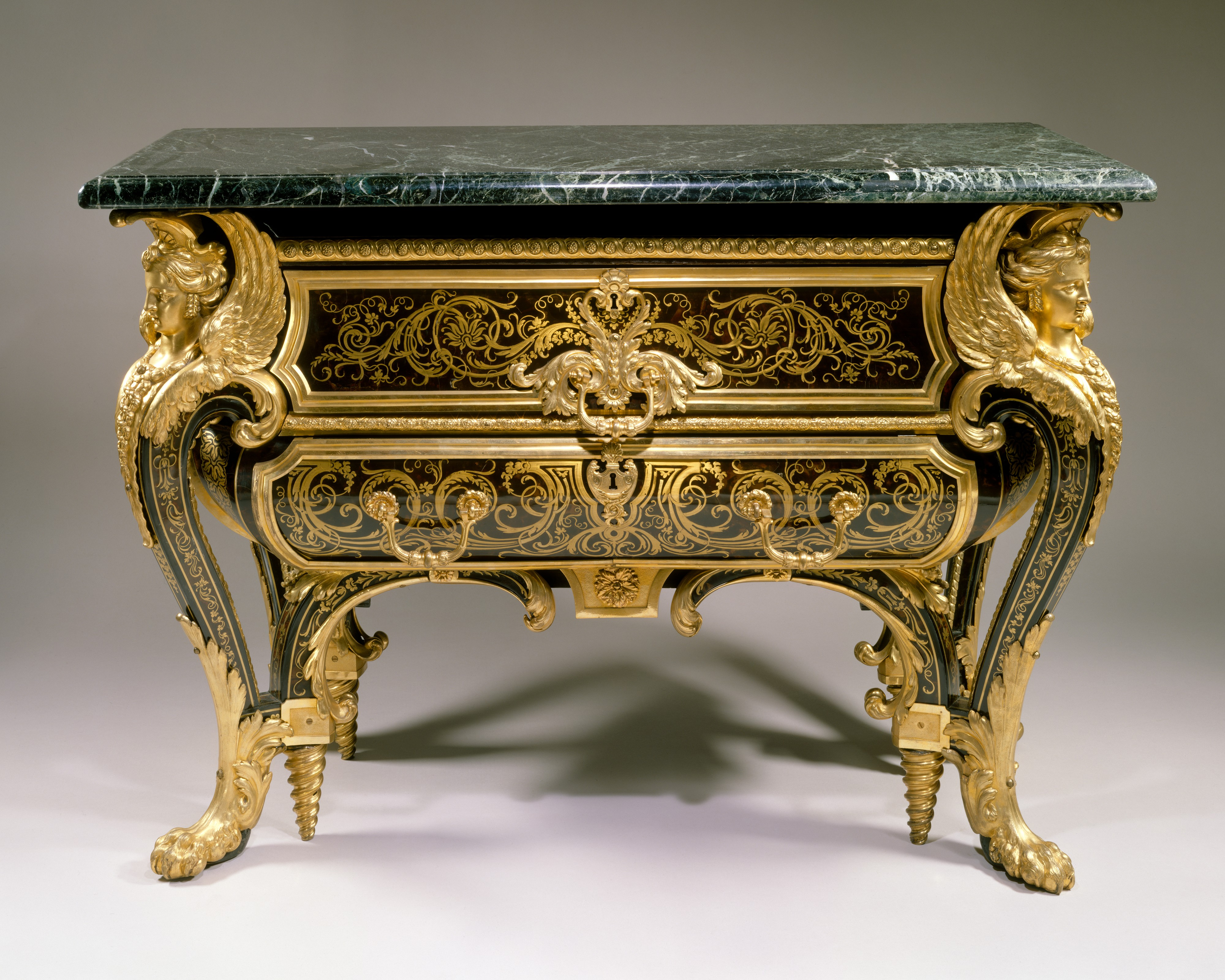
Andre-Charles Boulle (1642-1732) - Cómoda
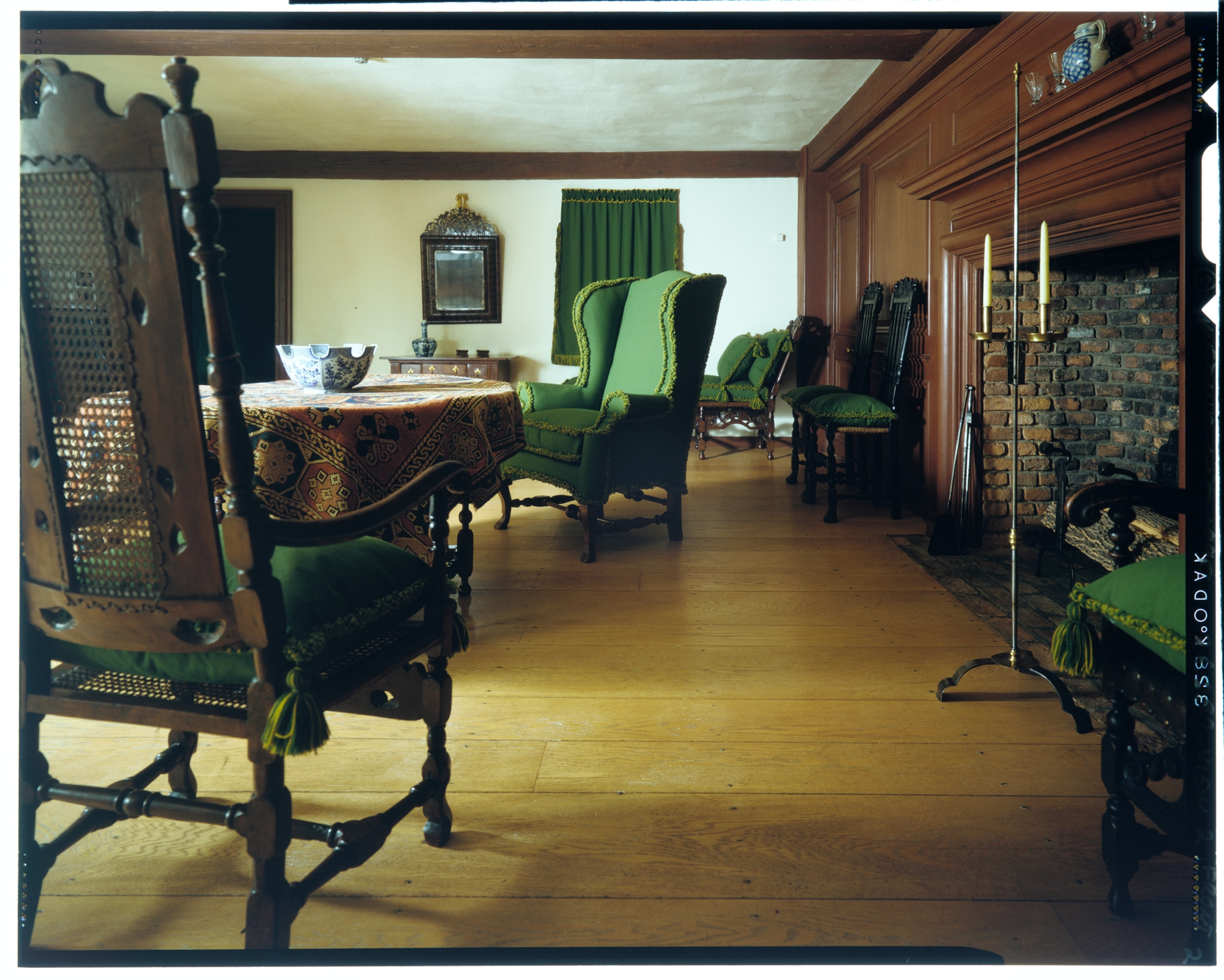
Interior de la casa colonial temprana de  John Wentworth, vicegobernador de New Hampshire